# RegioPanter
RegioPanter (typová označení Škoda 7Ev, 14Ev, 15Ev, 16Ev, 18Ev, 19Ev, 20Ev a 21Ev) je částečně nízkopodlažní elektrická jednotka vyráběná společností Škoda Vagonka, kterou si jako první objednaly České dráhy v roce 2011. V době objednávky ještě nebyl tento typ vyvinut. Jednotky tří různých modifikací pro České dráhy nesou označení řad 440, 640 a 650/651 jednotky pro Železničnou spoločnosť Slovensko (ZSSK) jsou označeny řadami 660 a 661 a jednotky pro Jihomoravský kraj pak mají řady 530 a 550. Na konci roku 2023 bylo v provozu, ve výrobě a objednáno dohromady 301 RegioPanterů.[zdroj?]

## Popis
Jednotky jsou vyráběny jako dvouvozové, třívozové nebo čtyřvozové, a to z pěti typů vozů. Je možné spojit až čtyři jednotky do jedné soupravy. Mezivozové přechody jsou opatřeny měchy a nejsou odděleny dveřmi, interiéry vozů jsou bez příček a bez dveří. Ke spojování jednotek slouží samočinná spřáhla typu Scharfenberg.[zdroj?]
Skříně vozů jsou zhotoveny z hliníkových velkoplošných protlačovaných profilů, kabinové moduly na čelech vlaků jsou ocelové. Vozidla splňují požadavky normy EN 15227 – odolnost proti nárazu.
Maximální rychlost je 160 km/h, výška podlahy v úrovni nástupu 550 mm nad temenem kolejnice, šířka dveří 1500 mm. Hmotnost dvousystémové třívozové jednotky je 160 tun, dvouvozové jednotky 106 tun. Většina elektrické a pneumatické výzbroje je umístěna na střeše vozidel, společně se vzduchotechnikou a kabeláží ve výšce do 0,7 m nad stropem interiéru, nikoliv v klasické strojovně. Jednotlivé agregáty na střeše mají vlastní skříně, které nejsou nijak aerodynamicky tvarovány. Výrobce udává, že je vlak z 65 % nízkopodlažní.
Vozy jsou vybaveny wi-fi připojením, klimatizací, uzavřeným systémem WC a umožňují umístění prodejních automatů na občerstvení, noviny atd. Jednotky mají jeden bezbariérový záchod a třívozové provedení ještě další běžný záchod. Na nástupní plošině u konce vozu s bezbariérovým záchodem se nachází u obou dveří pomocná sklopná nakládací rampa pro cestující na vozíku. Od této plošiny směrem ke stanovišti strojvedoucího je v jednotkách Českých drah umístěn oddíl první třídy s devíti polohovatelnými sedadly a elektrickými zásuvkami. Pro informační systém uvnitř vozidel jsou použity LCD monitory.
Ve dvou- a třívozovém provedení má každý vůz bez ohledu na typ jeden hnací a jeden běžný podvozek. Protože na hnací podvozek připadá vždy vyšší tíha než na podvozek běžný (přinejmenším o tíhu trakčních elektromotorů a kromě toho je nad něj soustředěna i trakční výzbroj), je touto koncepcí zaručeno, že podíl adhezní hmotnosti bude vyšší než 50 %. V každém hnacím podvozku jsou osazeny dva asynchronní trakční motory Škoda ML 3942 K/4 o trvalém výkonu 340 kW. Jednotky jsou schopny rekuperace energie při brzdění.
Jednotky jsou vyráběny ve variantách buď pro napěťové systémy 25 kV 50 Hz i 3 kV ss, pro 3 kV ss  i pro 25 kV 50 Hz . Sběračem a hlavním vypínačem je vybaven jen jeden čelní vůz (ř. 440, 640, 650). Druhý vůz je napájen napětím 3 kV ss z čelního vozu, u třívozové jednotky je na druhý čelní vůz přivedeno napětí z trakčního vedení (3 nebo 25 kV) kabelem z prvního čelního vozu.[zdroj?]
Vnější i vnitřní vzhled navrhlo studio Design Descent akademického sochaře Jiřího Španihela.

## Výroba a dodávky

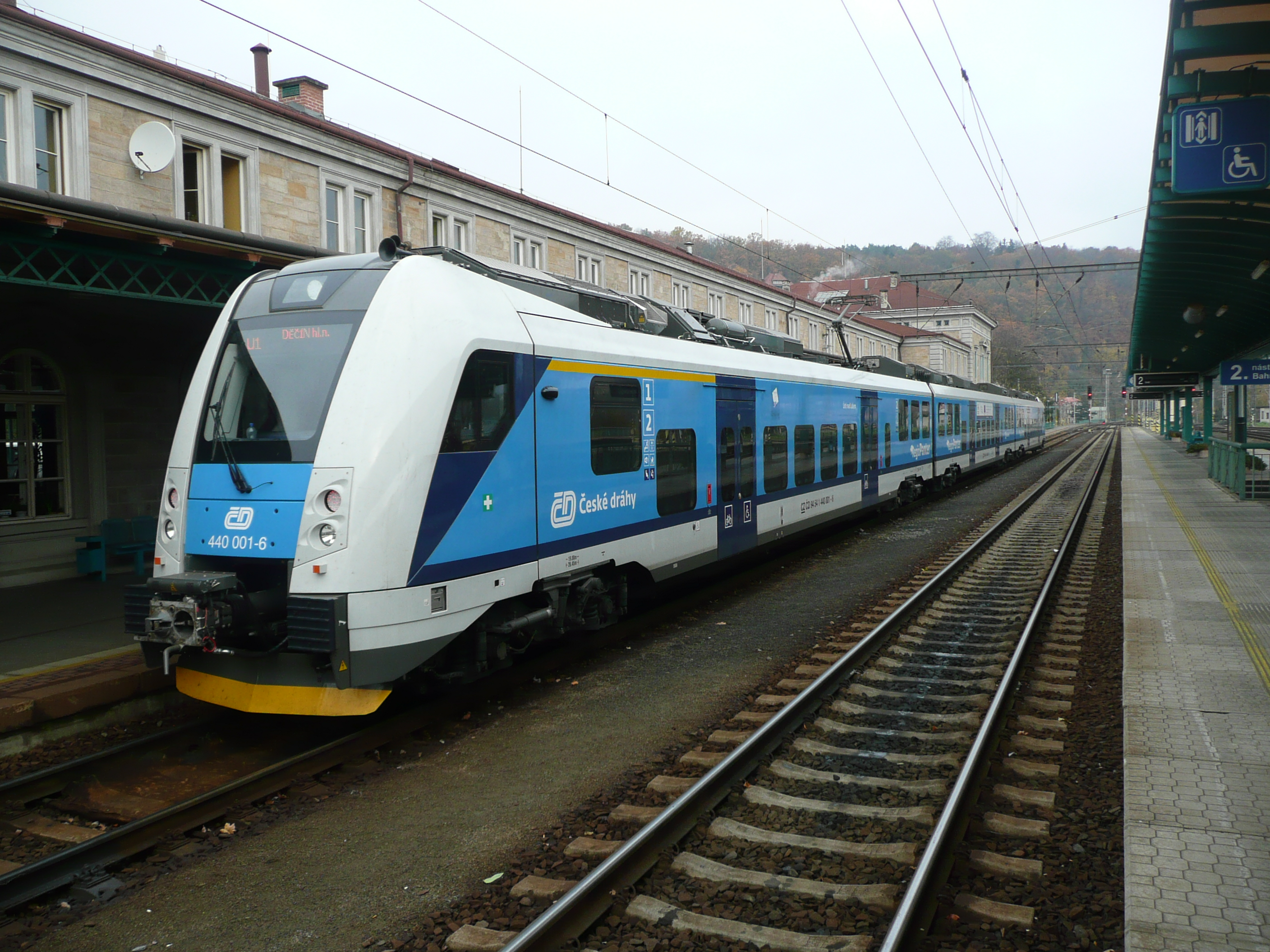
Jednotka řady 440 v Děčíně

Hliníkové skříně pro jednotky vznikají v závodě Škoda Vagonka v Ostravě.[zdroj⁠?!] Kompletaci jednotek zpočátku prováděla pouze Škoda Vagonka v Ostravě, od léta 2020 probíhá kvůli narůstajícím počtům objednaných kusů kompletace převážně v Plzni ve Škodě Transportation. Jednotky pro ZSSK a Jihomoravský kraj jsou částečně v kooperaci kompletovány i na Slovensku ve firmě ŽOS Trnava. Začátkem roku 2011 výrobce oznámil, že na projektu pracuje již zhruba tři roky.

### Jednotky pro České dráhy

#### Soutěž na nové jednotky
České dráhy objednaly tyto jednotky nejprve pro regionální dopravu v Jihočeském, Olomouckém, Ústeckém, Pardubickém a Královéhradeckém kraji. (Technet.cz místo Olomouckého kraje uvedl Moravskoslezský.) Dopravce původně předpokládal, že jím objednané typové řady dostanou od Drážního úřadu řadová označení 445, 644 a 645, označeny však byly jako řady 440, 640 a 650. Dne 14. února 2011 podepsaly České dráhy kontrakt na nákup 15 třívozových a 4 dvouvozových jednotek za 2,511 miliardy korun. Regionální operační programy EU se na financování dodávky podílejí ve výši až 40 procent.
- 12 nízkopodlažních třívozových jednotek řady 440 (původně předpokládané řady 445), reálně vozy řad 440+442+441 (napájení 3 kV ss) pro tratě Litvínov – Ústí nad Labem, Děčín – Ústí nad Labem – Most – Kadaň a Jaroměř – Hradec Králové – Pardubice, cena 137,5 milionu za soupravu[13] 7 jednotek je určeno pro Ústecký kraj, 3 pro Pardubický a 2 pro Královéhradecký.[11]
- 3 nízkopodlažní dvousystémové třívozové jednotky řady 640 (původně předpokládané řady 645), reálně vozy řad 640+642+641 (3 kV ss a 25 kV/50 Hz) pro tratě Kouty nad Desnou – Zábřeh na Moravě a Olomouc – Prostějov – Nezamyslice, cena 137,5 milionu za soupravu[13]
- 4 nízkopodlažní dvousystémové dvouvozové jednotky řady 650 (původně předpokládané řady 644)[13], reálně vozy řad 650+651[11] (3 kV ss a 25 kV/50 Hz) pro trať Strakonice – České Budějovice – České Velenice, cena 113 milionů za soupravu[13]

První z těchto jednotek byla Českým drahám předána v druhé polovině roku 2012, poslední začátkem roku 2014. Podle informace z listopadu 2011 má v roce 2012 být dodáno prvních 5 souprav.
První dvě soutěže byly Českými drahami vyhlášeny 9. a 10. září 2010, v obou případech se do soutěže přihlásil jen jediný zájemce a ten uspěl. Dne 16. února 2011 pak České dráhy oznámily, že kromě smlouvy na dodávku 15 třívozových jednotek z prvních dvou zakázek uzavřely na základě otevřeného zadávacího řízení ještě smlouvu na dodávku dalších 4 jednotek, dvouvozových. Jiní potenciální zájemci jako Bombardier, Siemens či Stadler údajně nebyli schopni dostát některým technickým požadavkům, jako možnost manipulace s jednotlivými vozidly po rozpojení jednotky bez pomocných zařízení či minimální světlost vstupních dveří 1,5 m. Zadávací dokumentaci pro druhou zakázku si vyzvedlo 6 výrobců. Protože si však České dráhy méně obvykle nakombinovaly různé požadavky (rozpojitelné soupravy na standardních podvozcích místo Jakobsových a nadstandardně široké dveře), do soutěže se přihlásil jen jediný zájemce, Škoda Transportation. Úřad pro ochranu hospodářské soutěže zahájil s ČD správní řízení ve věci jedné zakázky z roku 2011 na čtyři dvouvozové jednotky, tedy menší ze dvou zakázek na tato vozidla. České dráhy požadavek na široké dveře vysvětlovaly potřebou rychlejšího výstupu a nástupu cestujících. ÚOHS řízení uzavřel s tím, že České dráhy neporušily zákon o veřejných zakázkách, protože při šetření mj. zjistil 15 drážních vozidel s obdobným využitím a se šířkou dveří kolem 1500 mm a drážní vozidla s takovou šířkou se provozují od výrobců Stadler, Alstom, Bombardier, CAF, Siemens a dalších.
Začátkem roku 2013 MF Dnes napsala, že se koná třetí soutěž. V září 2012 uvedla, že v podobné soutěži pro Jihomoravský kraj České dráhy ustoupily kritice požadavku na širší dveře a akceptují i nabídky od výrobců s užšími dveřmi.

#### Propagace a název
30. dubna 2011 spustily České dráhy a Škoda Transportation nový web věnovaný této jednotce. Zároveň vyhlásily soutěž „Pojmenujte nový vlak“, v níž sbíraly návrhy na pojmenování jednotky. Deset nejúspěšnějších návrhů získalo věcné ceny, přičemž účastí v soutěži se každý předem zřekl autorských a finančních nároků. Výsledky měly být vyhlášeny do 30. června 2011. 22. července 2011 byla na webu zveřejněna zpráva, že z 10 518 návrhů zvítězil název RegioPanter, který do soutěže poslalo celkem 7 soutěžících. Slovo Panter má odkazovat nejen na zvíře, ale i na zažitý název Panťák. Dále byly oceněny návrhy RegioStar, Modrý šíp, Albatros, RegioLine, RegioFly, Delfín, RegioMouse, For Regio a RegioCat. 3. listopadu 2011 byla v areálu plzeňské Škody novinářům a pozvaným hostům nová dvouvozová dvousystémová jednotka řady 650/651 (vozy označené 650.001 a 651.001 a nápisem RegioPanter), dosud ještě neschválená pro provoz, předvedena na slavnostním křtu.

#### Nasazení do provozu
Koncem září 2012 začaly ČD v rámci zkušebního provozu s cestujícími nasazovat prvních pět jednotek.
V únoru 2013 byly tyto vlaky definitivně schváleny Drážním úřadem pro provoz v ČR jako podmínka koupě Českými drahami.

#### Další objednávky
V květnu 2013 objednaly ČD další jednotky za 943 mil. Kč, a to jako náhradu starších vozidel pro linku S2 Integrovaného dopravního systému Jihomoravského kraje z Křenovic do Březové nad Svitavou. Konkrétně se jednalo o pět třívozových jednotek řady 640 a dvě dvouvozové jednotky řady 650. První kus z dodávky pro Jihomoravský kraj byl slavnostně uveden do provozu v červnu 2014.
Další jednotky objednaly České dráhy u Škody Transportation v únoru 2015. Šlo o rámcovou dohodu na dodávku až 11 jednotek řady 650 za 1,2 miliardy Kč. První dvě jednotky začaly jezdit od prosince 2015 na trase Bohumín – Mošnov, Ostrava Airport. Zbylých devět jednotek jezdí od prosince 2018 na lince P1 Integrované dopravy Plzeňska z Plzně do stanice Horažďovice předměstí. V prosinci 2023 převzala těchto 9 jednotek společnost Arriva vlaky, která vyhrála soutěž Plzeňského kraje na provozovatele linky P1.
Škoda Transportation vyhrála v roce 2019 další rámcový kontrakt Českých drah, tentokrát na dodávku až 50 dvouvozových RegioPanterů. Jednotky budou označeny řadou 650.2 a oproti svým předchůdcům budou vybaveny ETCS L2, optimalizovanými podvozky, upravenou elektrickou výzbrojí a přepracovaným interiérem. Při podpisu smlouvy bylo objednáno 31 kusů, které mají být od konce roku 2021 nasazeny v Jihočeském, Karlovarském a Plzeňském kraji a taky na Vysočině. Smlouva na zbylých 19 jednotek pro Jihočeský, Královéhradecký, Moravskoslezský a Olomoucký kraj byla podepsána na konci roku 2020.
V listopadu 2020 zvítězila Škoda Transportation v soutěži Českých drah na dodávku až 60 třívozových jednotek pro 240 cestujících. První dvě jednotky mají být dodány v roce 2022 do Moravskoslezského kraje, kde budou zajišťovat dopravu na lince S1 mezi Českým Těšínem a Opavou. Dalších 27 jednotek má zamířit v letech 2023–2024 do Olomouckého kraje. Středočeský kraj a Praha se v polovině roku 2021 dohodly na objednání 22 RegioPanterů, které budou nasazeny od roku 2024 na tratích z Prahy do Čáslavi a Ústí nad Labem. Čtyři třívozové jednotky budou provozovány také v Královéhradeckém kraji, a to na trati Chlumec nad Cidlinou – Hradec Králové – Týniště nad Orlicí – Choceň. Zbylých pět jednotek z této objednávky zamíří do Zlínského kraje, kde budou nasazeny na osobní vlaky mezi Břeclaví a Přerovem.[zdroj?]

#### Úprava jednotek řady 440 na dvousystémové
Vzhledem k plánovanému přechodu na střídavou trakční soustavu bylo v letech 2021–2022 všech dvanáct jednotek řady 440 upraveno při tzv. dualizaci na dvousystémovou řadu 640.1. Zakázku získalo v polovině roku 2020 sdružení Škoda Transportation a Pars nova. První takto upravená jednotka začala vozit cestující v Ústeckém kraji v červenci 2021, poslední dvanáctá byla dokončena na konci roku 2022. U upravovaných jednotek byla zároveň provedena generální oprava.
První příležitostí pro využití druhého systému se přestavěným jednotkám naskytla na trati Kadaň-Prunéřov – Kadaň předměstí, která byla v letech 2019–2021 elektrizována střídavým napětím 25 kV 50 Hz. Pravidelný provoz dualizovaných RegioPanterů byl na lince U1 z Děčína do zastávky Kadaň předměstí zahájen 11. prosince 2022.

#### InterPanter
Úpravou konstrukce jednotek typu RegioPanter vznikly v roce 2015 jednotky řady 660.0 a 660.1 pro dálkovou dopravu s označením InterPanter. Liší se především počtem vozů, menším počtem nástupních dveří (jedny v každé bočnici každého vozu) a uspořádáním interiéru. Tyto jednotky byly dodány jako tří- a pětivozové, prostřední vůz pětivozových jednotek nemá pohon.[zdroj?]

#### Bateriové jednotky RegioPanter

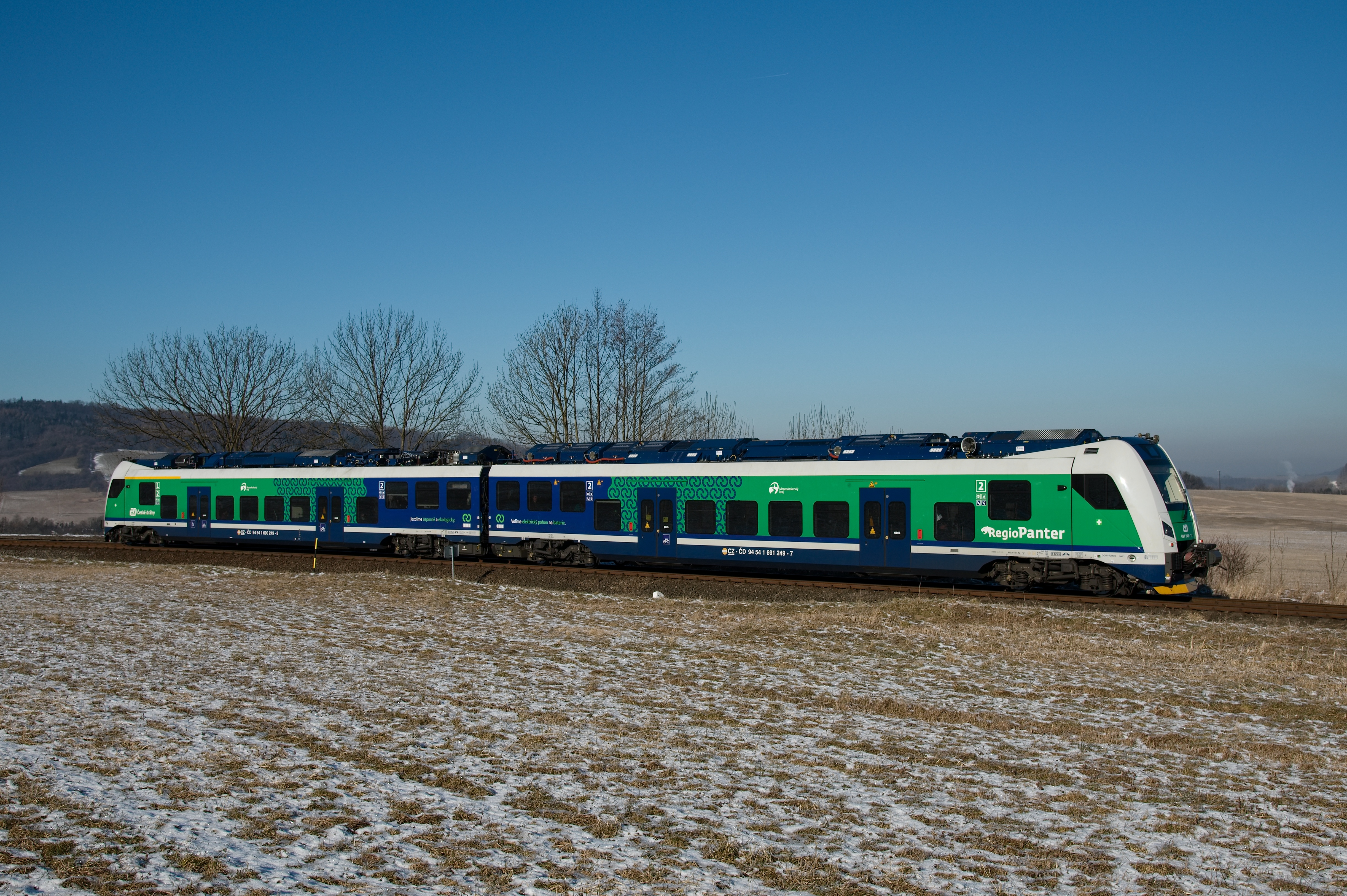
BEMU RegioPanter řady 690.2

V dubnu 2024 vyrobila Škoda Transportation první ze čtyř jednotek RegioPanter BEMU, označené řadou 690.2, pro České dráhy. Tyto dvouvozové bateriové elektrické jednotky (typ 15Ev3) umožňují dojezd až 80 km při rychlosti 120 km/h. Mají sloužit v Moravskoslezském kraji; první čtyři na trase Ostrava – Studénka – Veřovice od prosince 2024, později mají obsluhovat i linky Krnov – Opava – Ostrava, Ostrava – Suchdol nad Odrou – Nový Jičín, okružní linku Ostrava-Svinov – Karviná – Český Těšín – Frýdek-Místek – Ostrava-Svinov a vybrané spoje do Budišova nad Budišovkou.

### Zrušená zakázka pro National Express
Společnost Škoda Transportation se svým typem RegioPanter zvítězila v tendru na dodávku elektrických jednotek pro britského operátora National Express. Ten se ucházel o zakázku vyhlášenou bavorskou železniční společností Bayerische Eisenbahngesellschaft (BEG) na zajištění příměstské dopravy (S-Bahn) v okolí města Norimberk pro léta 2018–2030. Tu původně zajišťovalo DB Regio se soupravami Bombardier Talent 2. Dne 2. února 2015 byla vítězem výběrového řízení vyhlášena společnost National Express Rail GmbH. Škoda Transportation pro ni měla dodat 38 pětivozových jednotek RegioPanter v hodnotě přes 10 miliard Kč. Podle tiskové zprávy Škoda Transportation mělo jít o největší českou strojírenskou zakázku v Německu. National Express Rail však od zakázky na provoz vlaků odstoupil a tím padl i kontrakt Škody na výrobu souprav pro tuto společnost.

### Jednotky pro ZSSK
V roce 2018 vyhrála Škoda Transportation (v konsorciu s ŽOS Trnava) tendr ZSSK na dodávku elektrických jednotek pro Trenčínský a Žilinský kraj. Do tří let má dodat 8 třívozových a 2 čtyřvozové jednotky, obě varianty mají být dvousystémové (3 kV ss a 25 kV 50 Hz). Kontrakt zahrnuje též opci na dalších 5 třívozových a 10 čtyřvozových jednotek. V roce 2019 byla opce využita, došlo k objednání 25 jednotek – třinácti třívozových (řada 661) pro 247 sedících cestujících a dvanácti čtyřvozových (řada 660) pro 343 sedících cestujících. První jednotka zasáhla do provozu 1. prosince 2020, a to na trati ze Žiliny do polské pohraniční stanice Zwardoń. Poslední z 25 jednotek byla od výrobce převzata 22. října 2021.

Také na východním Slovensku budou cestující vozit elektrické jednotky RegioPanter. V srpnu 2021 vyhlásila ZSSK Škodu Transportation vítězem tendru na dodávku devíti čtyřvozových jednotek pro 346 sedících cestujících. Součástí smlouvy je i opce na dalších 11 Panterů. Nasazeny budou na tratě Košice – Lipany – Plaveč, Košice – Michaľany – Trebišov a Košice – Michaľany – Čierna nad Tisou. Na začátku roku 2023 využila ZSSK část opce a objednala dalších 5 Panterů a zbytek opce (6 jednotek) byl využit koncem roku 2024. První jednotka z této objednávky byla veřejnosti představena 15. října 2023. Novinkou je upravený nátěr vycházející z nového barevného schématu dopravce. Termín dodání všech jednotek byl stanoven nejpozději na rok 2026.

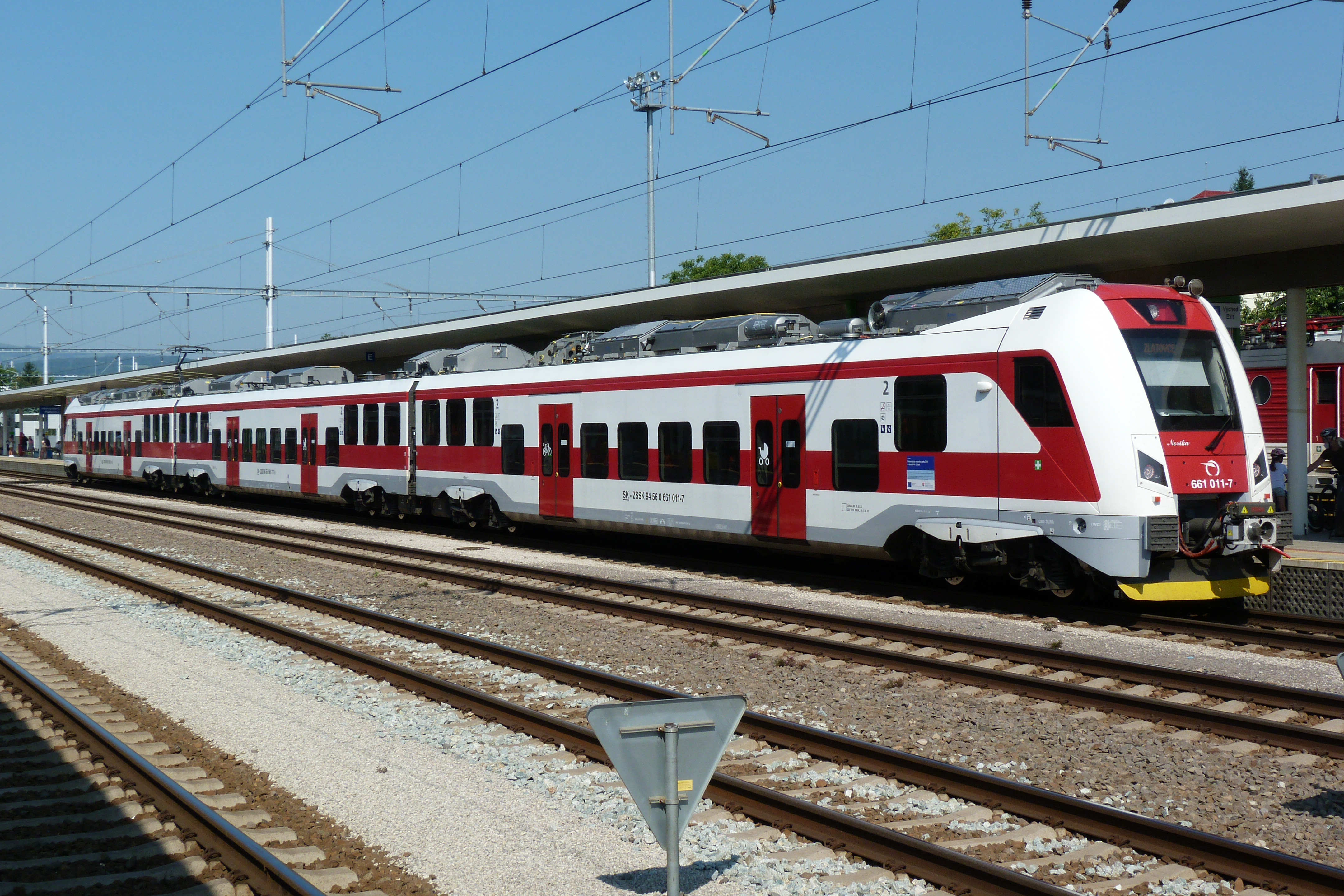
Jednotka řady 661 v Trenčíně
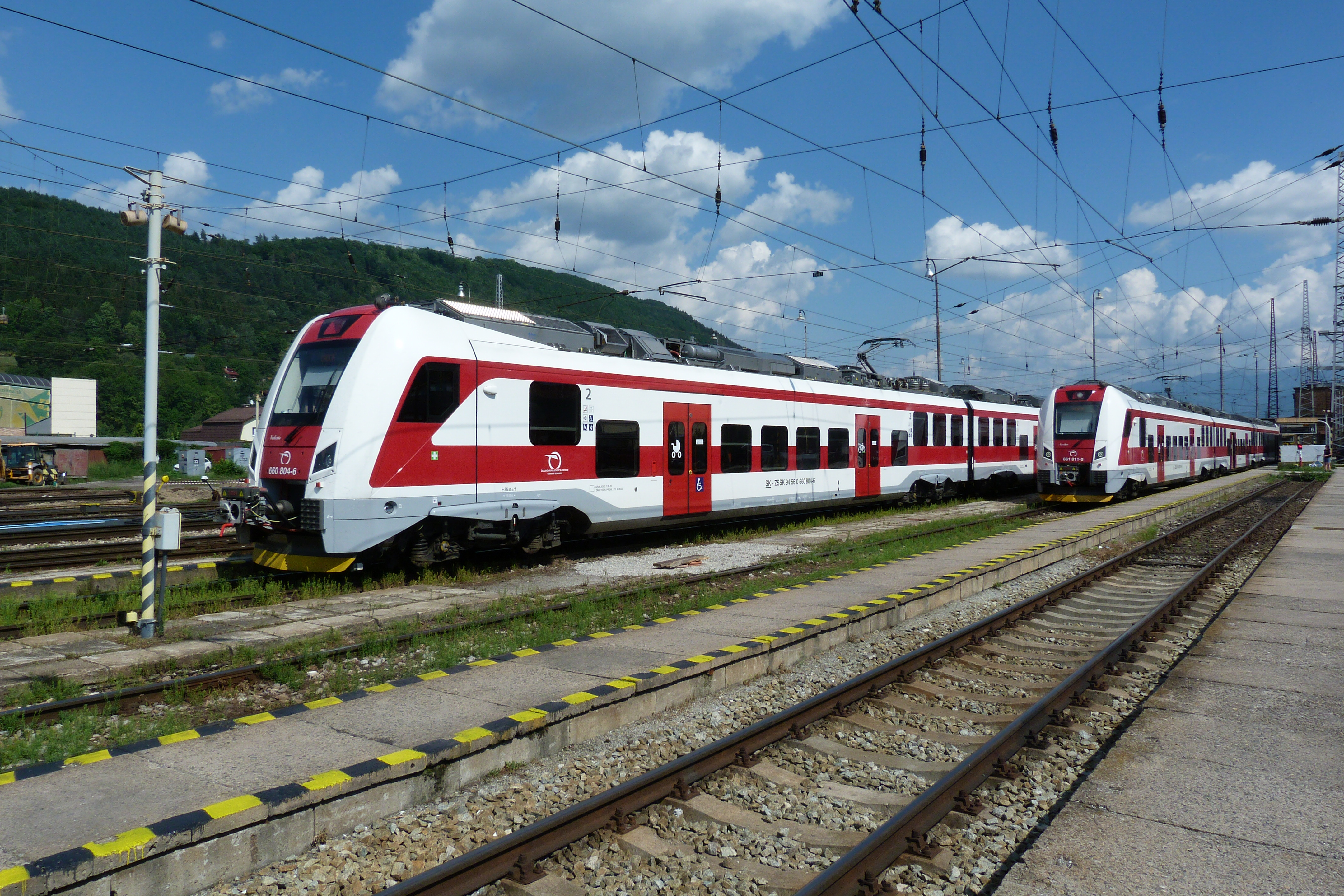
Jednotky řad 660 a 661 čekající na odjezd ze Žiliny
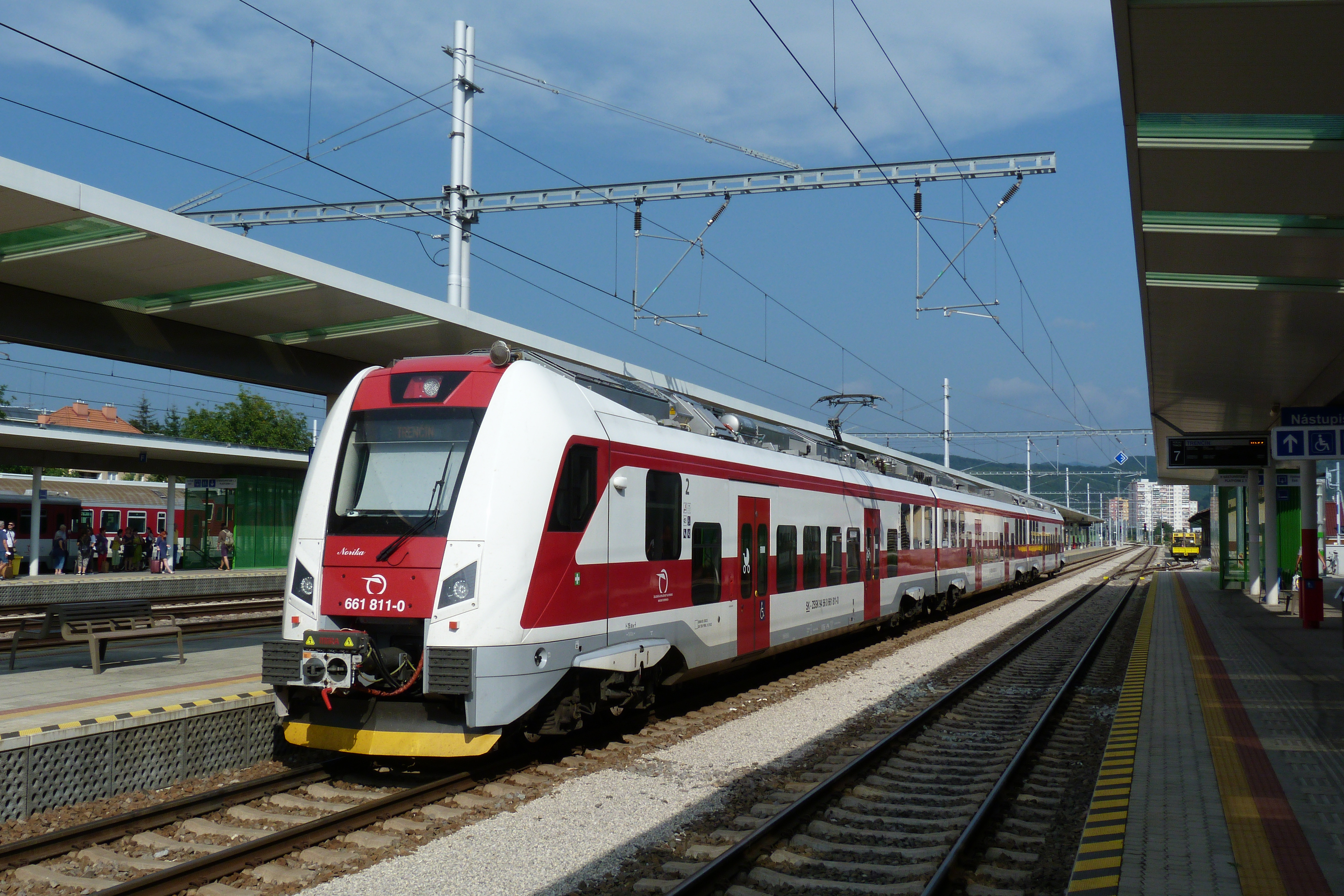
Jednotka 661.011 po příjezdu do Trenčína
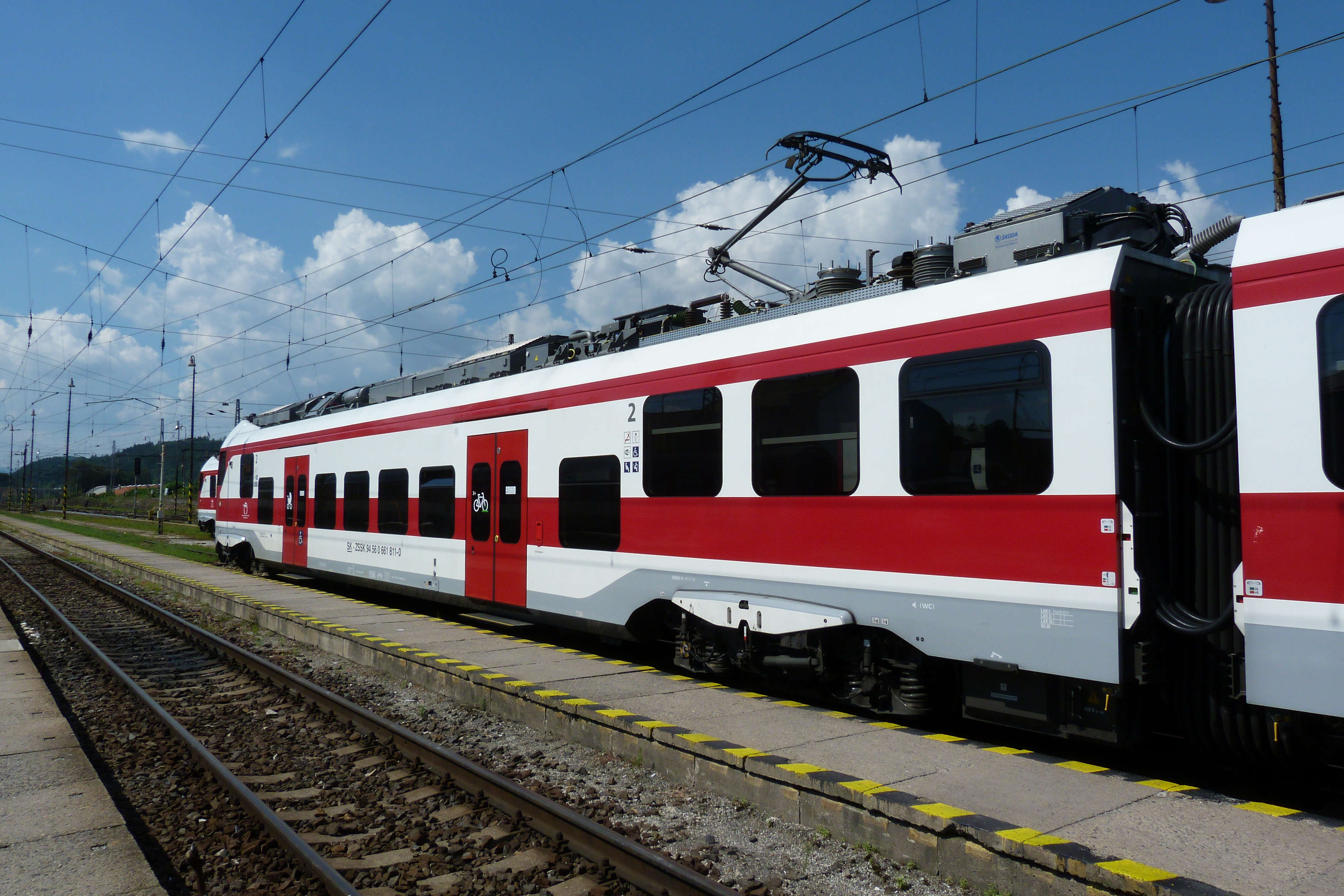
Jednotky pro ZSSK jako první obdržely kryty podvozků
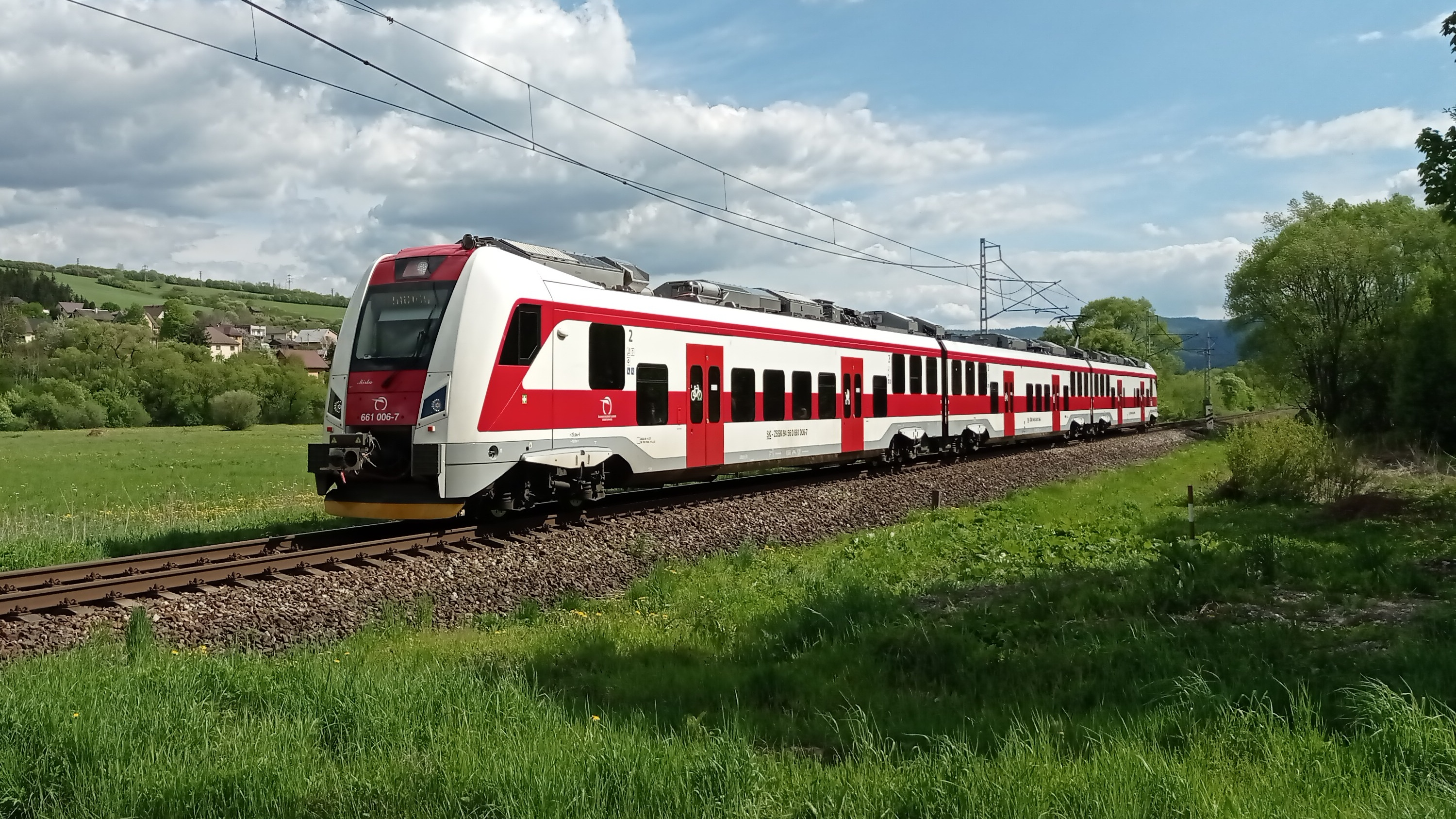
Slovenský Panter řady 661 u Svrčinovce
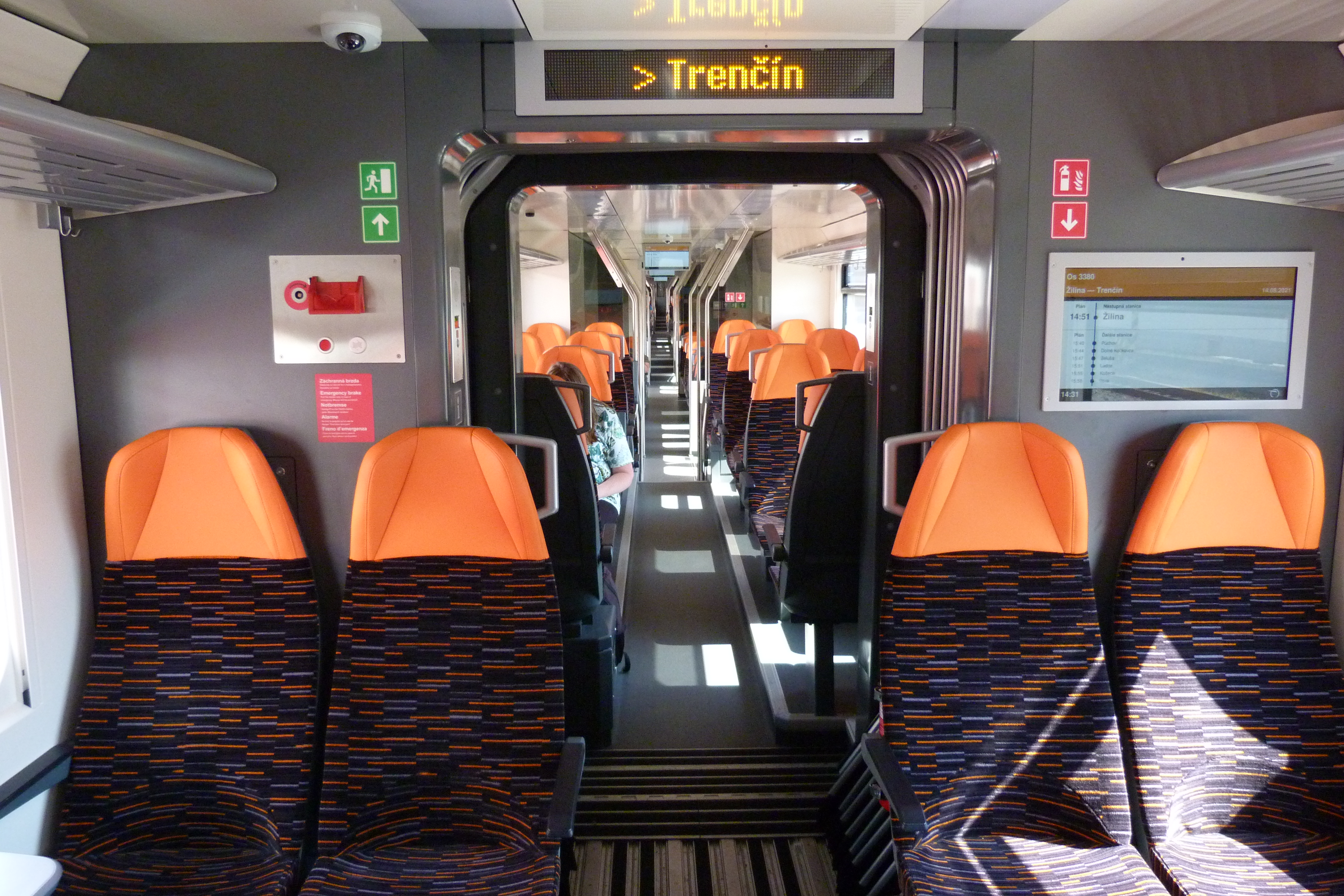
Přechod mezi vozy v jednotce řady 661
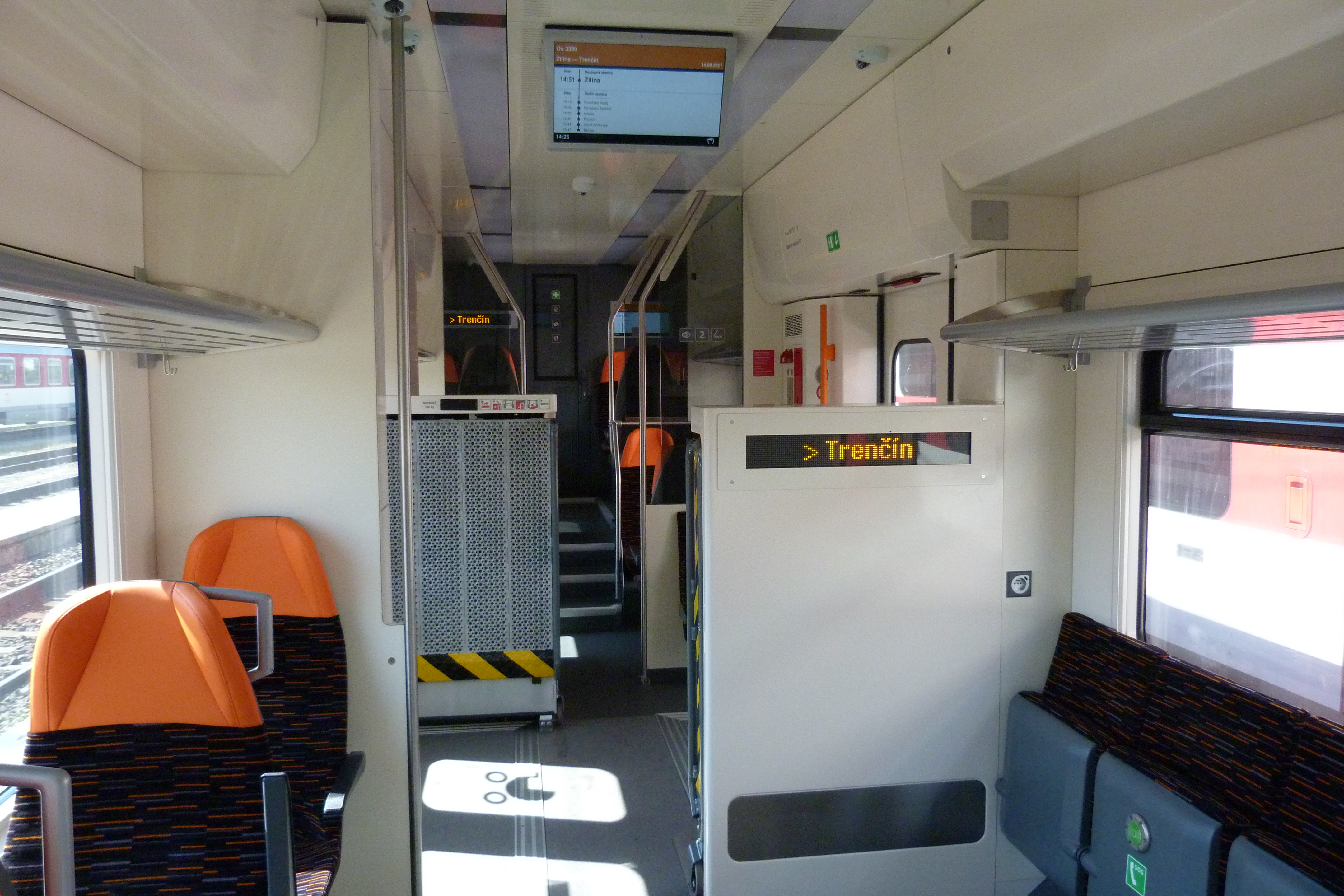
Nízkopodlažní část jednotky řady 661
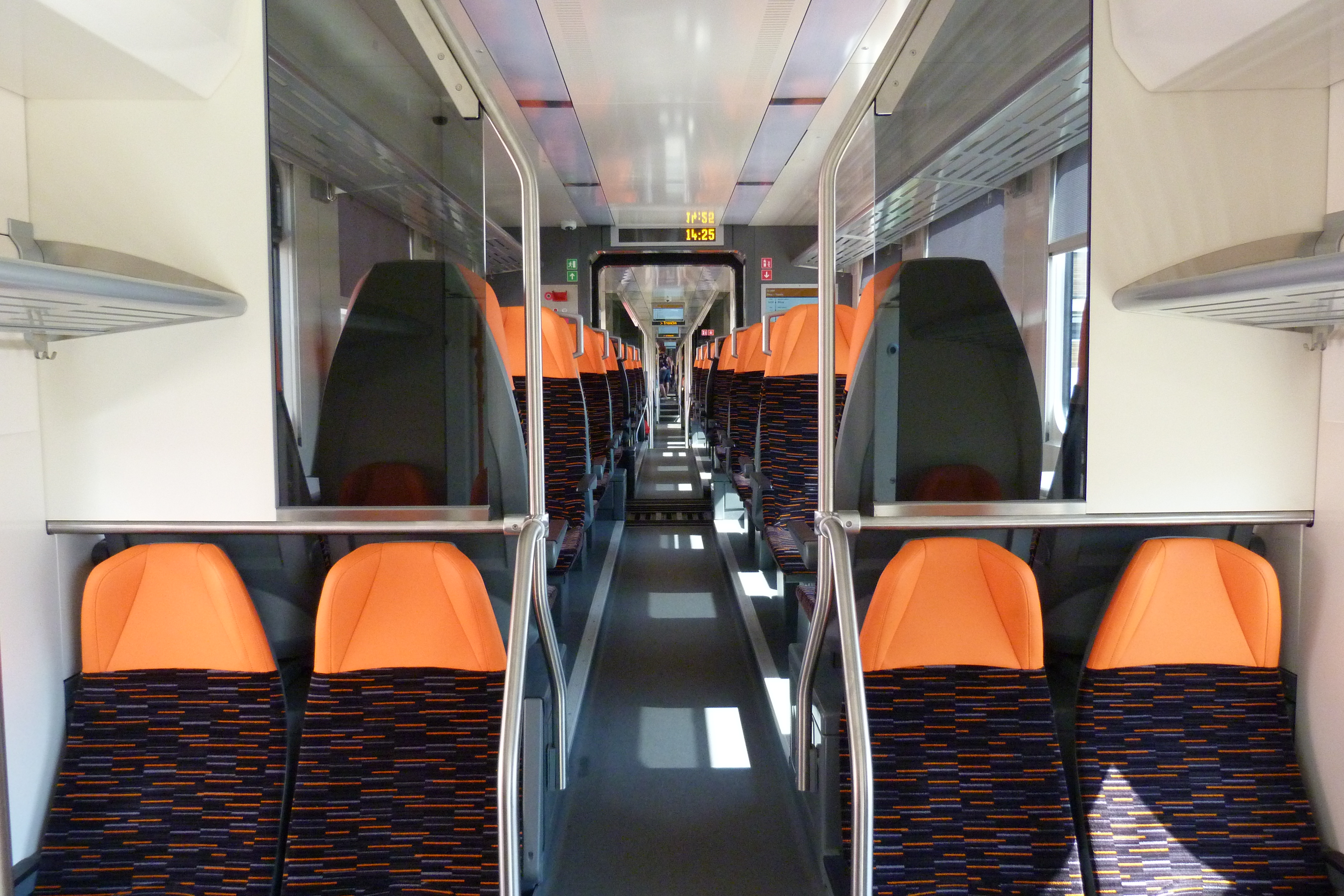
Interiér jednotky řady 661

### Jednotky pro Lotyšsko

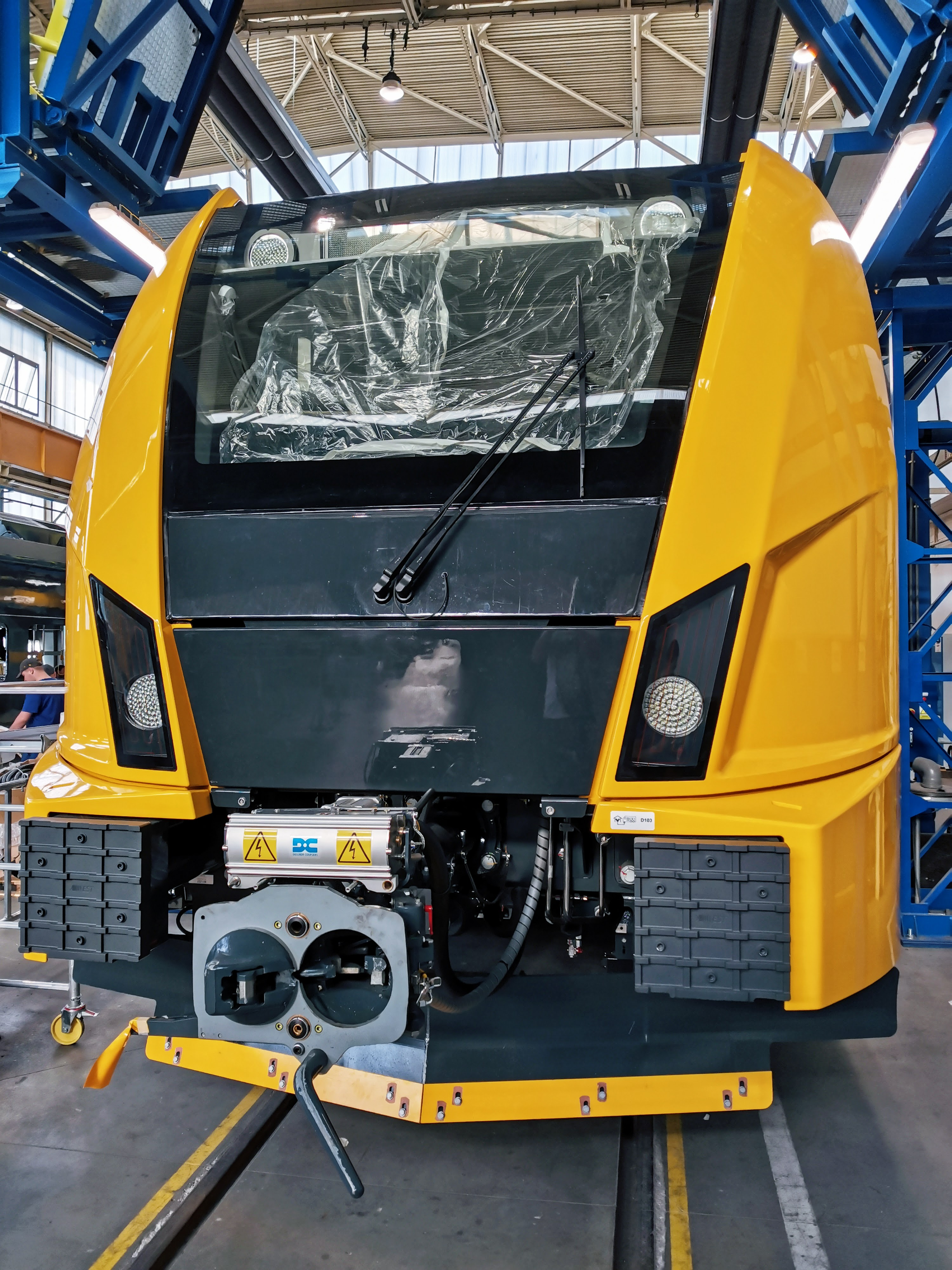
Škoda 16Ev pro Pasažieru vilciens

Lotyšský státní dopravce Pasažieru vilciens objednal v roce 2019 u Škody Transportation celkem 32 elektrických jednotek typu 16Ev s obsaditelností 400 až 450 sedících cestujících. Dodávky budou probíhat v letech 2022 a 2023 a půjde o první jednotky rodiny RegioPanter uzpůsobené pro provoz na rozchodu 1520 mm. Jednotky budou nasazeny především na tratích v okolí Rigy. První dvě jednotky byly do Lotyška dodány do začátku září 2022, třetí jednotka má být dodána do konce téhož měsíce.

### Jednotky Moravia pro Jihomoravský kraj

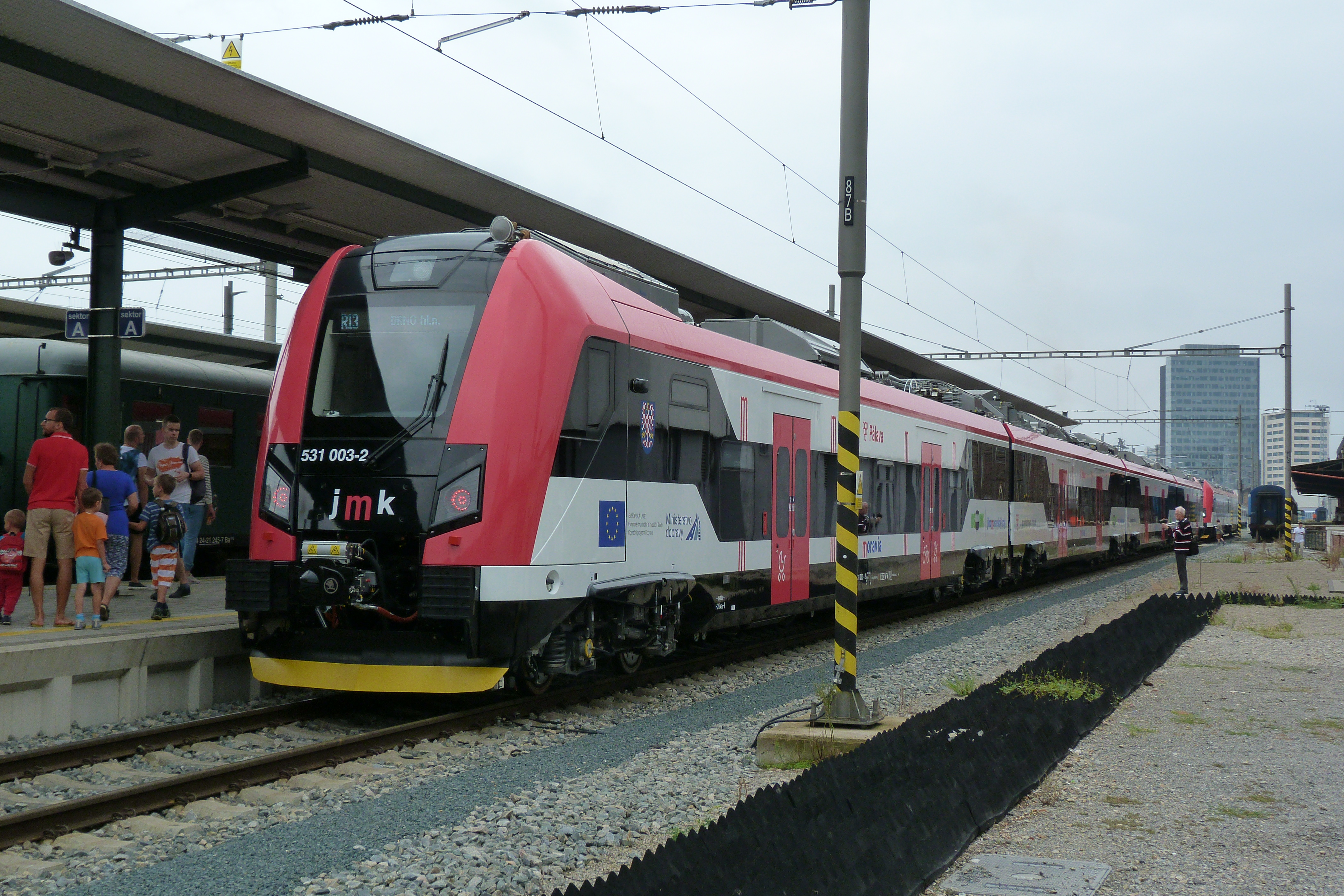
Čtyřvozová jednotka Moravia řady 530

Na konci roku 2019 podepsala Škoda Transportation s Jihomoravským krajem smlouvu na dodávku 37 elektrických jednotek pro nasazení od roku 2022 především na linkách IDS JMK S2 Křenovice – Brno – Blansko – Letovice, S3 Tišnov – Kuřim – Brno – Židlochovice/Hustopeče a S51 Šakvice – Břeclav. Půjde o 31 čtyřvozových (333 míst k sezení) a 6 dvouvozových jednotek (146 míst k sezení) v jednosystémovém provedení (25 kV, 50 Hz) s ETCS. Jednotky budou vybaveny sedadly 2. třídy, klimatizací, kamerovým systémem, zásuvkami, USB porty, Wi-Fi, audiovizuálním informačním systémem, automaty na jízdenky, validátory elektronických i označovači papírových jízdenek a systémem počítání cestujících. Design exteriéru i interiéru byl představen v září 2020. První jednotka byla zástupcům kraje a médiím představena v červnu roku 2021.
První dva z celkem 37 Jihomoravským krajem koupených vlaků (pojmenovaných podle odrůd vinné révy Fratava a Pálava) byly veřejnosti oficiálně představeny v neděli 28. srpna 2022 na hlavním vlakovém nádraží v Brně. Dotace čerpaná Jihomoravským krajem z Operačního programu Doprava Evropské unie ve výši 5,5 miliardy korun pokryje asi 85 % ceny projektu v celkové výši 6,651 miliardy korun (bez DPH). Jednotky budou zajišťovat přibližně 45 % výkonů na spojích objednávaných Jihomoravským krajem.
Do zkušebního provozu s cestujícími byla první dvouvozová jednotka Moravia nasazena 8. září 2022 na lince S3 v úseku Tišnov – Židlochovice. Prvním vlakem byl Os 11411 s odjezdem z Tišnova v 6:46. První čtyřvozová jednotka svezla cestující 19. ledna 2023 na osobním vlaku 4714 z Brna do Letovic. Během června 2023 převzaly nové jednotky všechny plánované výkony a 22. června 2023 došlo na nádraží k Adamově ke slavnostnímu zakončení celého projektu.
Jako kompenzaci za půlroční zpoždění dodávek nových vlaků poskytla Škoda Transportation Jihomoravskému kraji slevu ve výši 355 milionů korun.

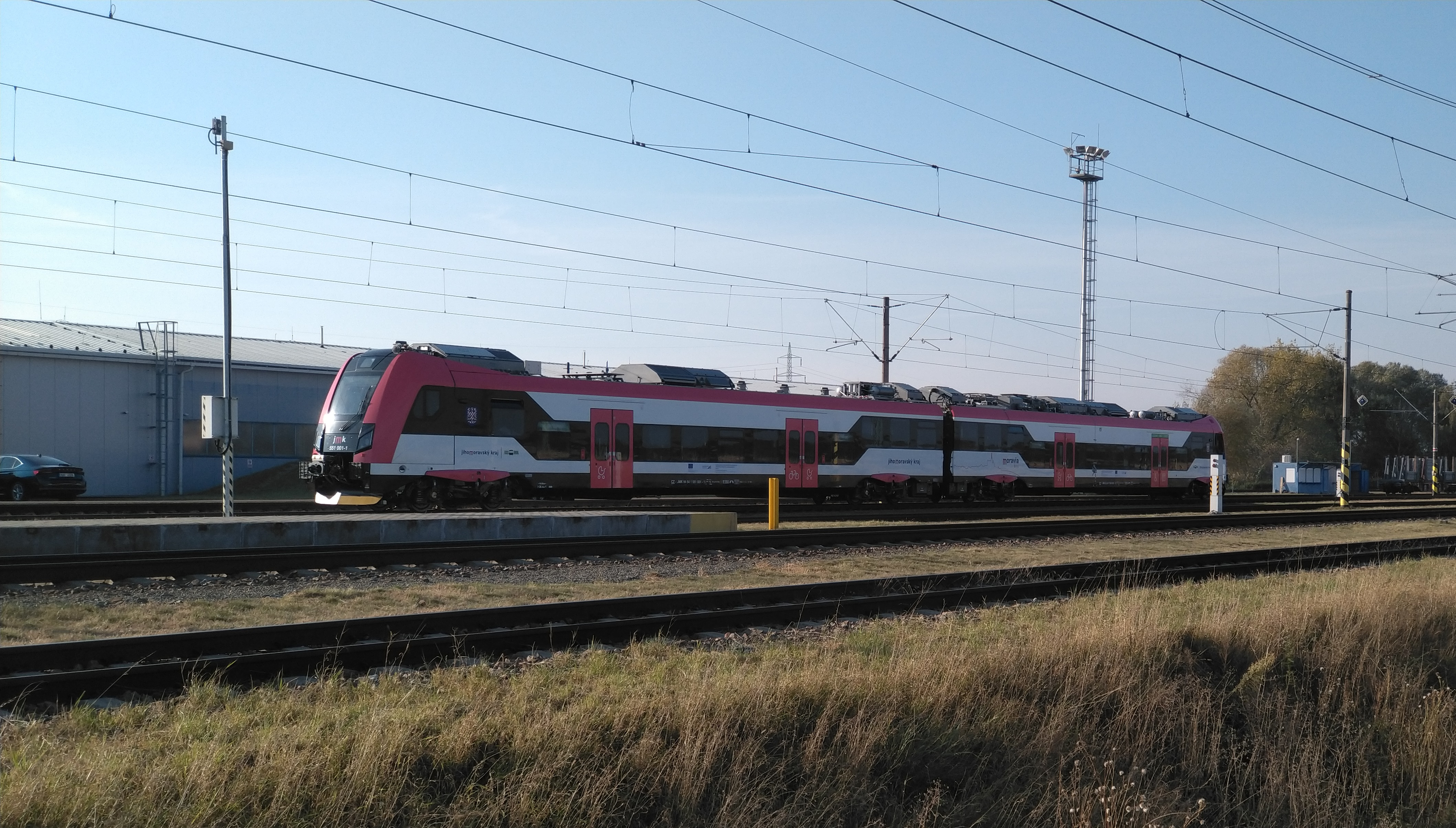
Jednotka řady 550 na ZŽO ve Velimi
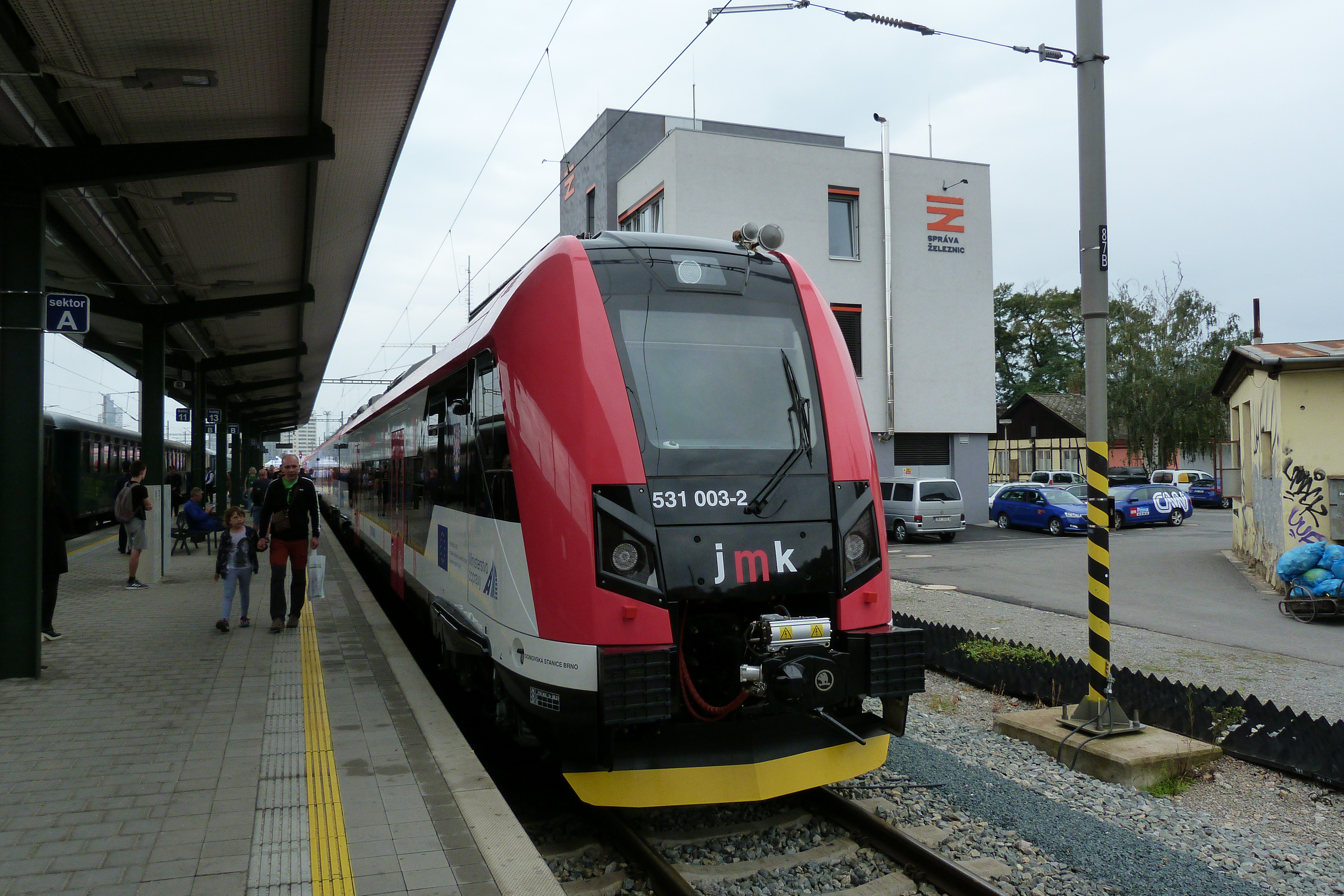
Jednotka řady 530 „Moravia“ (Pálava) při slavnostním představení jednotek v Brně
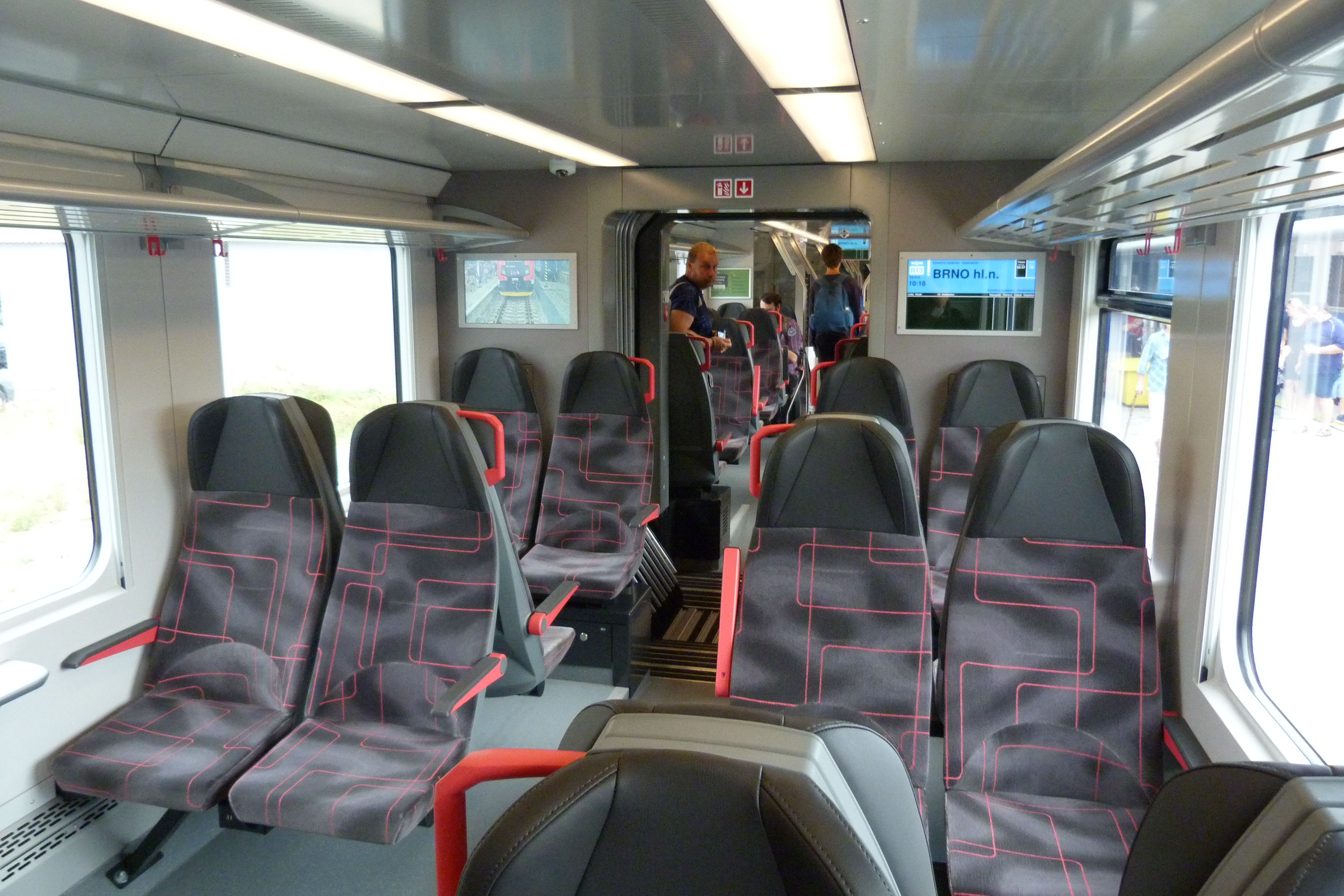
Interiér jednotky řady 530 „Moravia“ (Pálava)
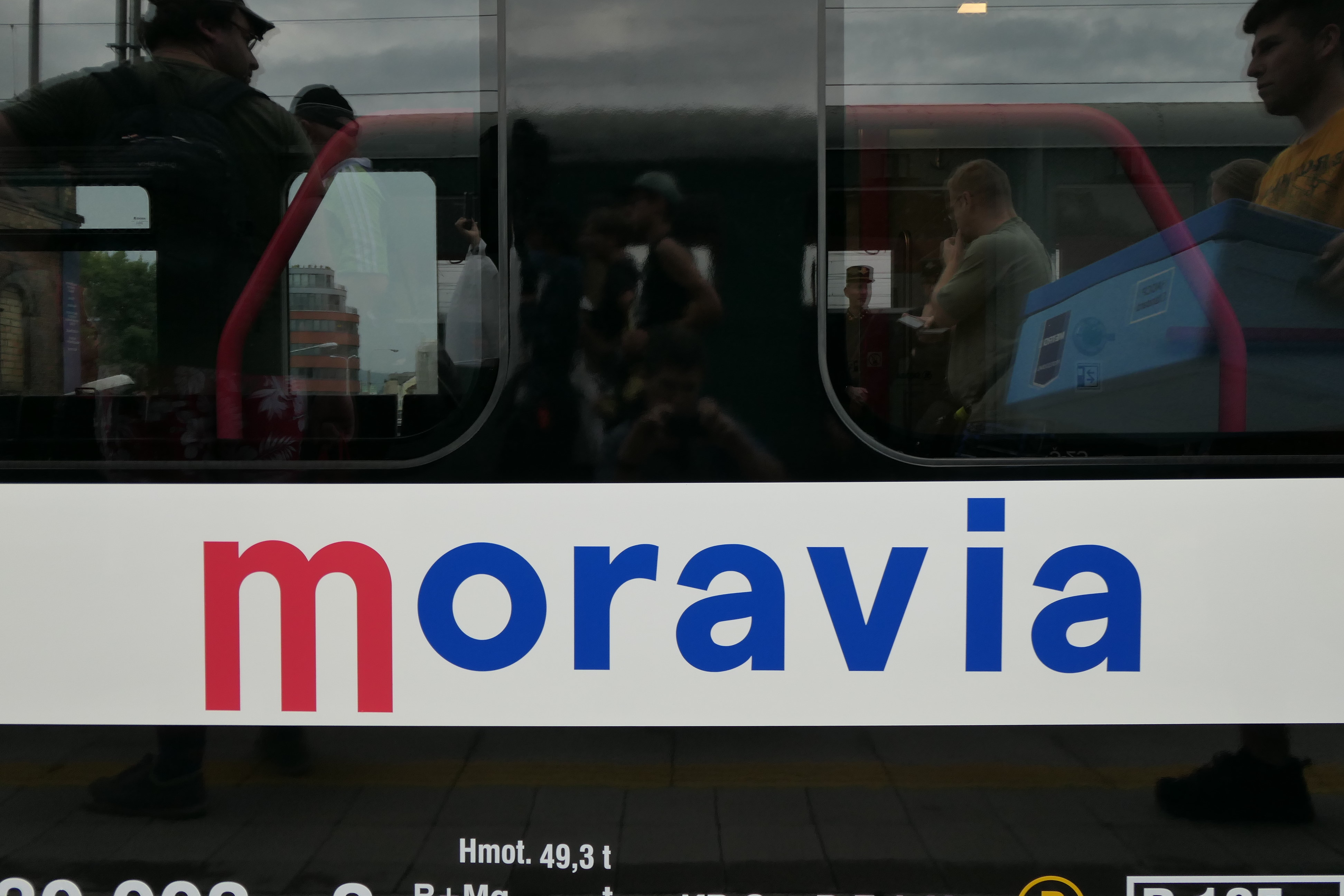
Logo jednotek „Moravia“
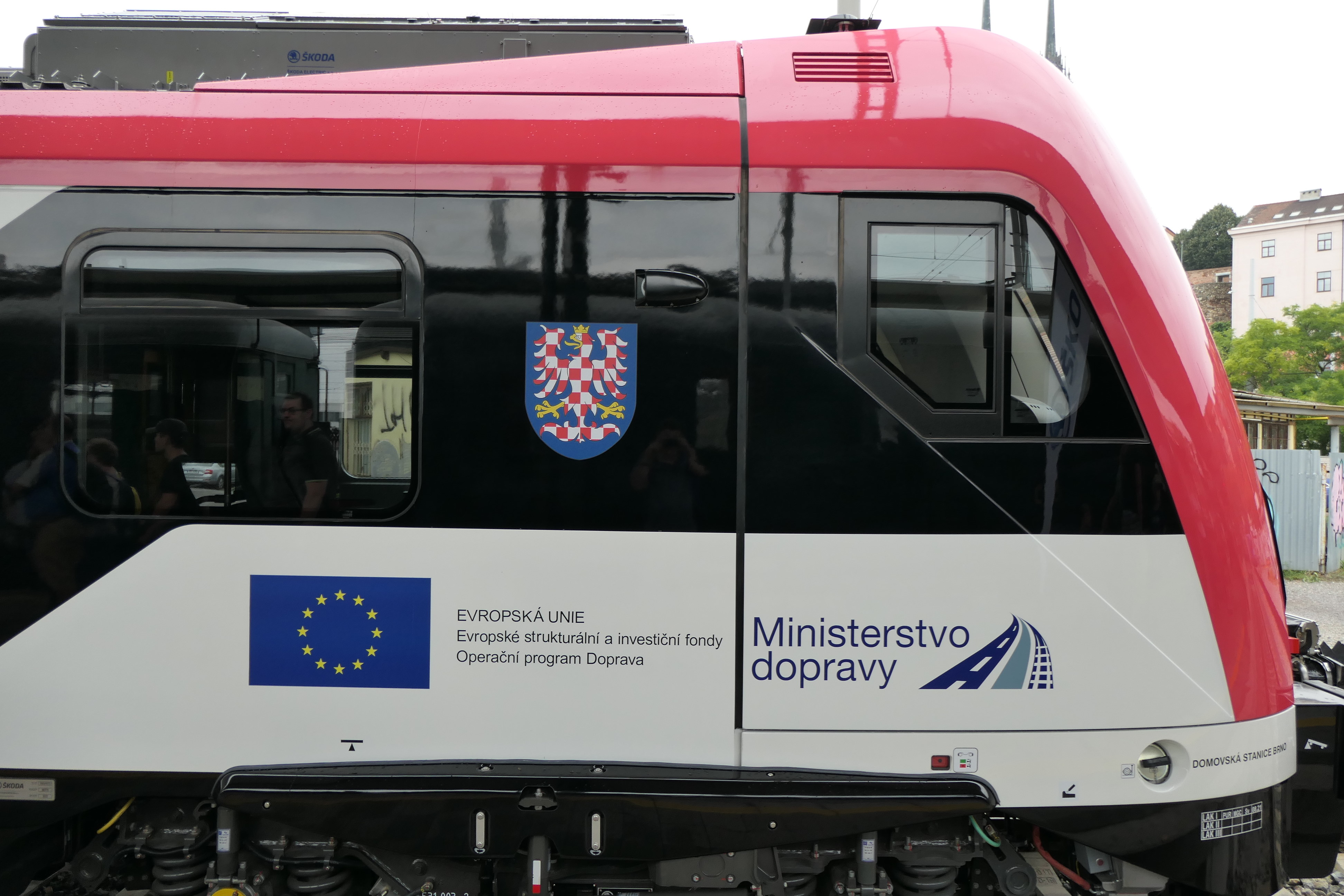
Znak Moravy, vlajka Evropské unie a logo ministerstva dopravy na jednotce řady 530 „Moravia“ (Pálava)
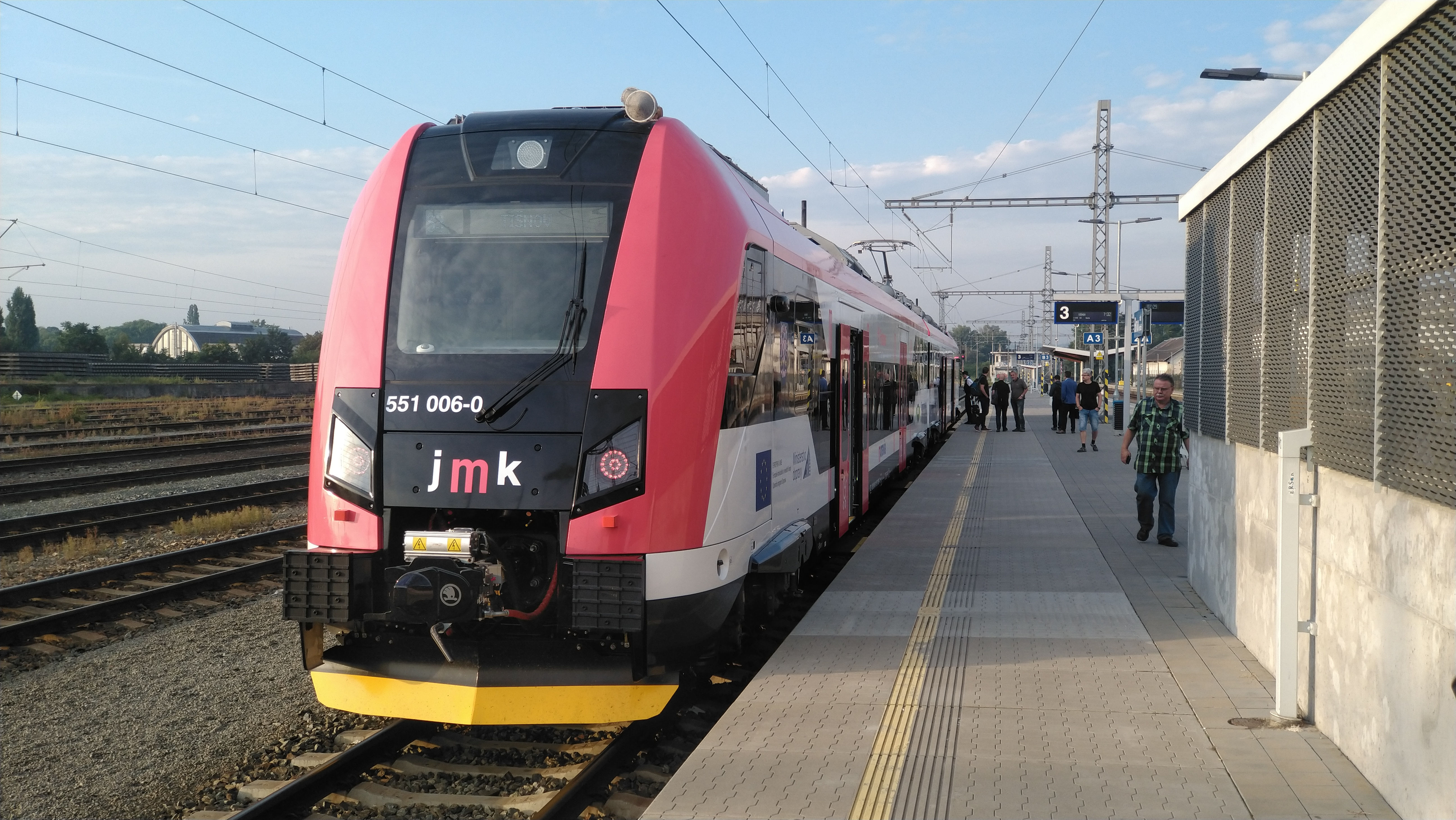
Jednotka 551 006-0 ve stanici Brno, dolní nádraží
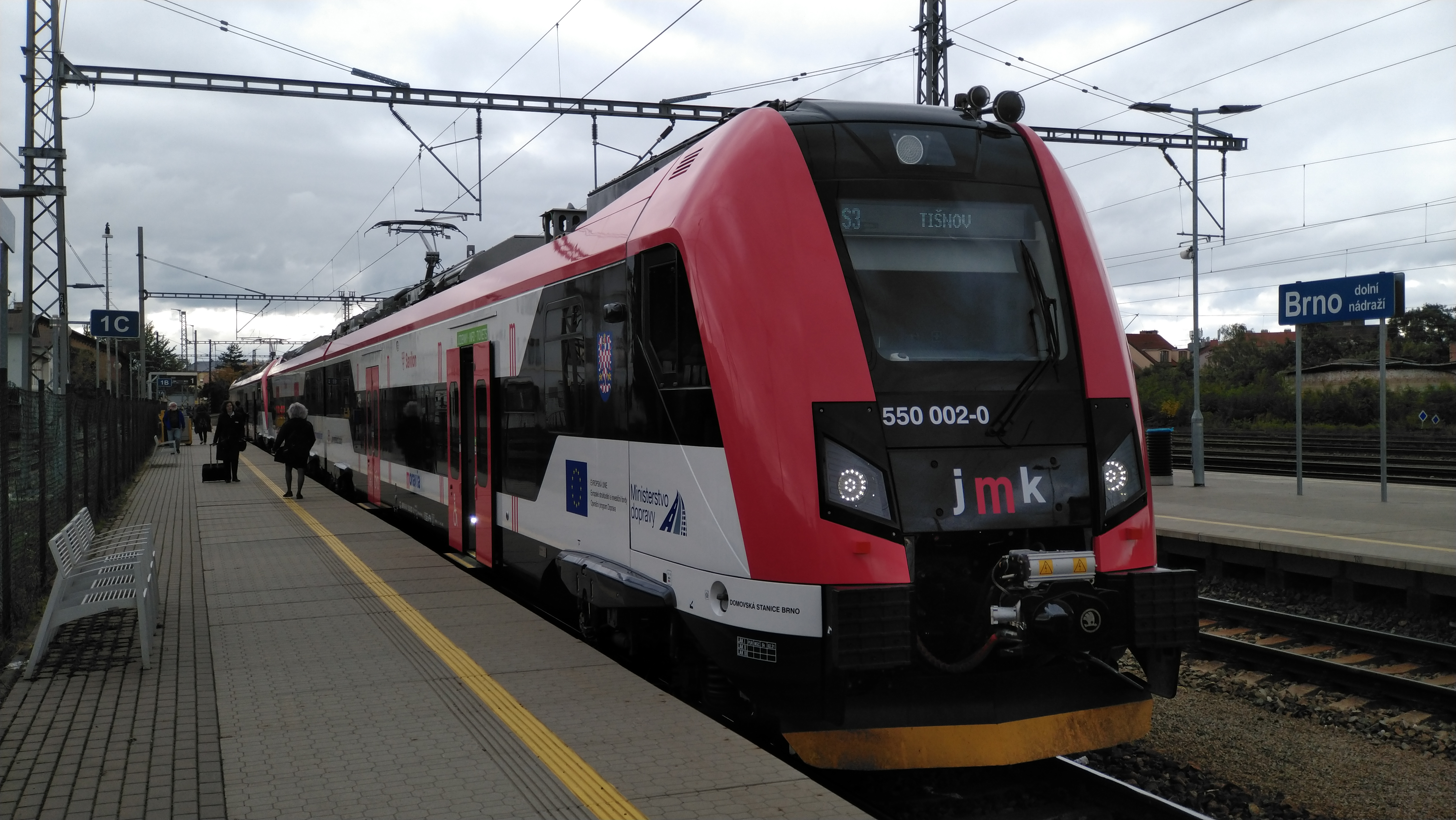
Spřažené jednotky řady 550 na lince S3 IDS JMK

### Jednotky pro Estonsko
Škoda Transportation vyhrála v roce 2020 výběrové řízení estonského státního dopravce Eesti Liinirongid na dodávku až šestnácti elektrických jednotek s délkou do 85 metrů. Jednotky budou třívozové a dvousystémové. V každé jednotce bude 270 míst k sezení, z toho 222 v druhé třídě s uspořádáním 3+2 a 48 v první třídě s uspořádáním 2+2. Část sedaček bude vyjímatelných, což v letní sezóně umožní přepravovat větší množství jízdních kol. Prvních šest jednotek bude od roku 2025 nasazeno na trať z Tallinnu do Tartu.

### Jednotky pro Uzbekistán
V polovině října 2023 vyhlásily Uzbecké státní dráhy (Uzbekistan Temir Yullari) Škodu Transportation vítězem tendru na dodávku třiceti čtyřvozových elektrických jednotek s rozchodem 1 520 mm. Výroba těchto vlaků, které typově vycházejí z jednotek pro Estonsko a Lotyšsko, bude od roku 2024 probíhat v Ostravě a částečně také v Uzbekistánu.

### Jednotky pro RegioJet
Soukromý dopravce RegioJet oznámil v polovině května 2024 uzavření smlouvy se Škoda Group na dodávku 23 elektrických jednotek pro provoz v Ústeckém kraji. Objednáno bylo 15 dvouvozových jednotek se 142 sedadly a 8 třívozových pro 228 sedících cestujících. Jednotky budou provozovány na elektrizovaných tratích z Ústí nad Labem do Kadaně, Karlových Varů, Litvínova, Lysé nad Labem a Roudnice nad Labem na základě patnáctileté smlouvy s Ústeckým krajem, kterou dopravce uzavřel v březnu 2024.

## Přehled
| Stát       | Vlastník                        | Typ   | Řada           | Počet vozů | Rozchod  | Místa k sezení | Trakce                           | Počet jednotek          | Roky dodávek                    | Nasazení | Zdroje                                         |
| ---------- | ------------------------------- | ----- | -------------- | ---------- | -------- | -------------- | -------------------------------- | ----------------------- | ------------------------------- | --- | ---------------------------------------------- |
| Česko      | Arriva vlaky (ex ČD, do 2023)   | 7Ev   | 650            | 2          | 1 435 mm | 147            | 3 kV DC, 25 kV AC                | 9                       | 2018                            | (Pňovany)Plzeň – Horažďovice předměstí |                                                |
| Česko      | České dráhy                     | 7Ev   | 640            | 3          | 1 435 mm | 234            | 3 kV DC, 25 kV AC                | 8                       | 2012–2014                       | Jihomoravský (3), Moravskoslezský (2) a Olomoucký kraj (3) | [ 1 ] [ 4 ]                                    |
| Česko      | České dráhy                     | 7Ev   | 640.1 (ex 440) | 3          | 1 435 mm | 241            | 3 kV DC, 25 kV AC                | 12                      | 2012–2014 (dualizace 2021–2022) | Královéhradecký (2), Pardubický (3) a Ústecký kraj (7) | [ 1 ] [ 4 ] [ 39 ]                             |
| Česko      | České dráhy                     | 20Ev  | 640.2          | 3          | 1 435 mm | 240            | 3 kV DC, 25 kV AC                | 60                      | 2022–2024                       | Moravskoslezský kraj (2), Olomoucký kraj (27), Královéhradecký kraj (4), Středočeský kraj (22), Zlínský kraj (5)                                                                          | [ 1 ] [ 75 ] [ 76 ] [ 77 ]                     |
| Česko      | České dráhy                     | 7Ev   | 650            | 2          | 1 435 mm | 147            | 3 kV DC, 25 kV AC                | 8                       | 2012–2018                       | Jihočeský (4) a Moravskoslezský kraj (2), Žďár nad Sázavou – Křižanov (2) | [ 1 ] [ 4 ]                                    |
| Česko      | České dráhy                     | 15Ev  | 650.2          | 2          | 1 435 mm | 140            | 3 kV DC, 25 kV AC                | 46                      | 2021–2024                       | Jihočeský (15), Karlovarský (2), Královéhradecký (3), Moravskoslezský (7), Plzeňský kraj (13) a Vysočina (6)                                                                              | [ 1 ] [ 31 ] [ 32 ] [ 33 ] [ 78 ] [ 79 ]       |
| Česko      | České dráhy                     | 15Ev3 | 690.2          | 2          | 1 435 mm | 140            | 3 kV DC, 25 kV AC, baterie       | 4                       | 2024                            | Moravskoslezský (4) | [ 80 ]                                         |
| Česko      | České dráhy                     |       |                | 2          | 1 435 mm | 150            | 3 kV DC, 25 kV AC, baterie       | (15 objednaných)        | 2026-2027                       | Moravskoslezský (15) | [ 81 ]                                         |
| Česko      | Jihomoravský kraj               | 18Ev  | 530            | 4          | 1 435 mm | 333            | 25 kV AC                         | 31                      | 2022–2023                       | Křižanov – Brno hl. n. – Židlochovice / Hustopeče u Brna, Šakvice – Břeclav – Hodonín Letovice – Brno hl. n. – Křenovice horní nádraží                                                    | [ 1 ] [ 60 ] [ 62 ] [ 8 ] [ 82 ] [ 83 ] [ 84 ] |
| Česko      | Jihomoravský kraj               | 19Ev  | 550            | 2          | 1 435 mm | 146            | 25 kV AC                         | 6                       | 2022                            | Křižanov – Brno hl. n. – Židlochovice / Hustopeče u Brna, Šakvice – Břeclav – Hodonín Letovice – Brno hl. n. – Křenovice horní nádraží                                                    | [ 1 ] [ 60 ] [ 62 ] [ 8 ] [ 82 ] [ 83 ] [ 84 ] |
| Česko      | RegioJet                        | 20Ev  | 640.2          | 3          | 1 435 mm | 228            | 3 kV DC, 25 kV AC                | (8 objednaných)         | 2026                            | Ústecký kraj | [ 73 ] [ 74 ]                                  |
| Česko      | RegioJet                        | 15Ev  | 650.2          | 2          | 1 435 mm | 142            | 3 kV DC, 25 kV AC                | (15 objednaných)        | 2026                            | Ústecký kraj | [ 73 ] [ 74 ]                                  |
| Slovensko  | Železničná spoločnosť Slovensko | 14Ev  | 660            | 4          | 1 435 mm | 343            | 3 kV DC, 25 kV AC                | 21 (+ 11 objednaných)   | 2020–2021, 2024–2026            | Žilina – Trenčín, Žilina – Čadca – Zwardoń (PL), Žilina – Poprad-Tatry, Púchov – Horní Lideč (CZ), Košice – Prešov – Plaveč, Košice – Čierna nad Tisou, Trnava - Galanta, Trnava - Senica | [ 1 ] [ 51 ] [ 16 ] [ 6 ] [ 7 ] [ 53 ] [ 85 ]  |
| Slovensko  | Železničná spoločnosť Slovensko | 14Ev  | 661            | 3          | 1 435 mm | 247            | 3 kV DC, 25 kV AC                | 13                      | 2020–2021                       | Žilina – Trenčín, Žilina – Čadca – Zwardoń (PL), Žilina – Poprad-Tatry, Púchov – Horní Lideč (CZ)                                                                                         | [ 1 ] [ 51 ] [ 16 ] [ 6 ] [ 7 ] [ 53 ] [ 85 ]  |
| Lotyšsko   | Pasažieru vilciens              | 16Ev  | —              | 4          | 1 520 mm | 436            | 3 kV DC, (příprava pro 25 kV AC) | 32                      | 2022–2024                       | okolí Rigy | [ 2 ] [ 58 ] [ 86 ]                            |
| Estonsko   | Elron                           | 21Ev  |                | 3          | 1 520 mm | 266            | 3 kV DC, 25 kV AC                | (16 objednaných)        | 2025                            | Tallin–Tartu | [ 1 ] [ 71 ]                                   |
| Uzbekistán | Uzbekistan Temir Yullari        |       |                | 4          | 1 520 mm | >300           | 25 kV AC                         | (30 objednaných)        | 2026-2027                       | okolí Taškentu, Samarkandu a Buchary | [ 87 ]                                         |
| Bulharsko  | Balgarski darzhavni zheleznitsi | 18Ev  |                | 4          | 1 435 mm | >300           | 25 kV AC                         | (25 objednaných)        | 2026-2027                       | Sofie – Burgas, Sofie – Varna a Sofie – Ruse | [ 88 ] [ 89 ]                                  |
|            |                                 |       |                |            |          |                | Celkový počet:                   | 250 (+ 120 objednaných) |                                 | |                                                |

## Galerie

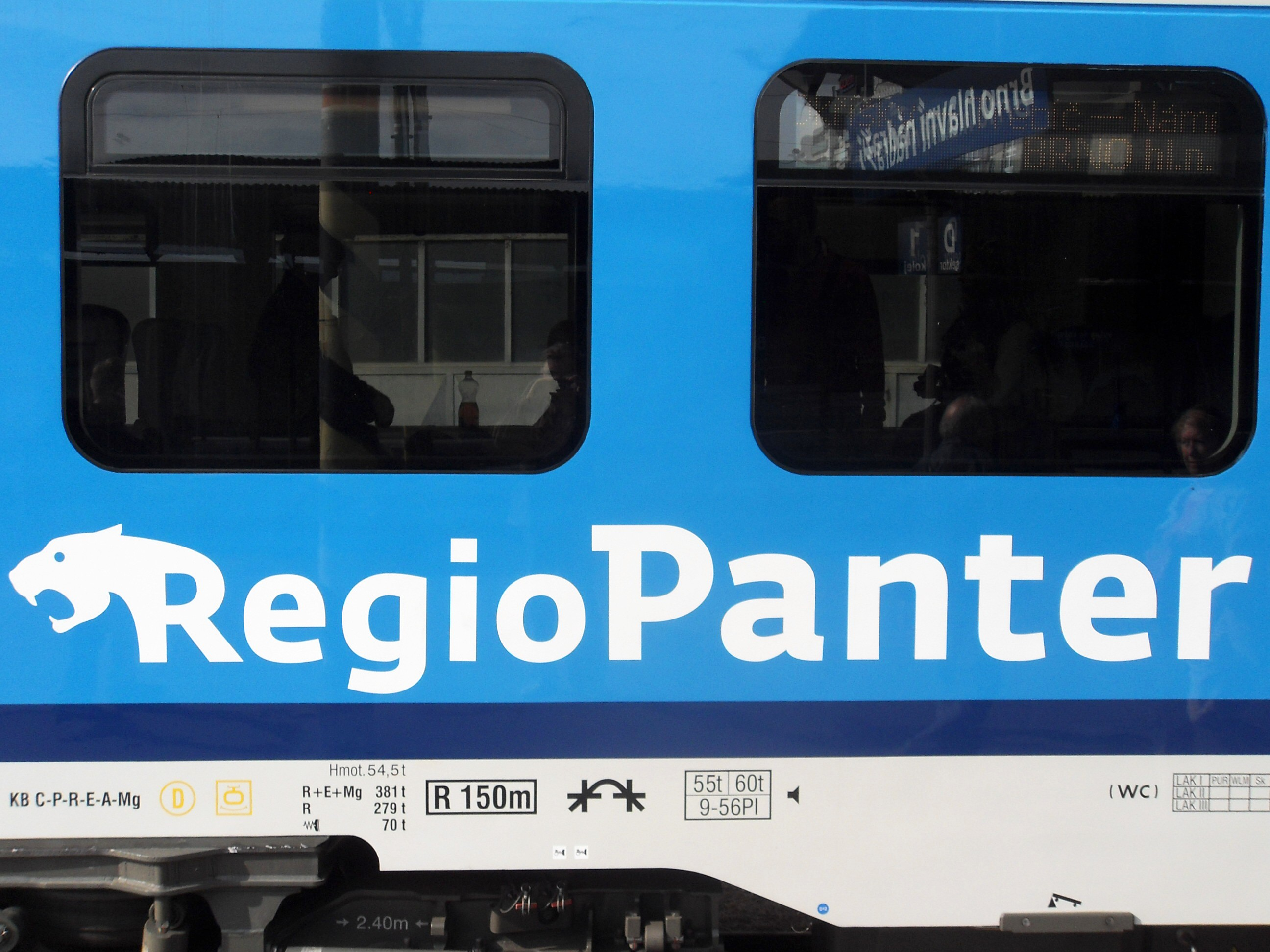
Logo RegioPanteru
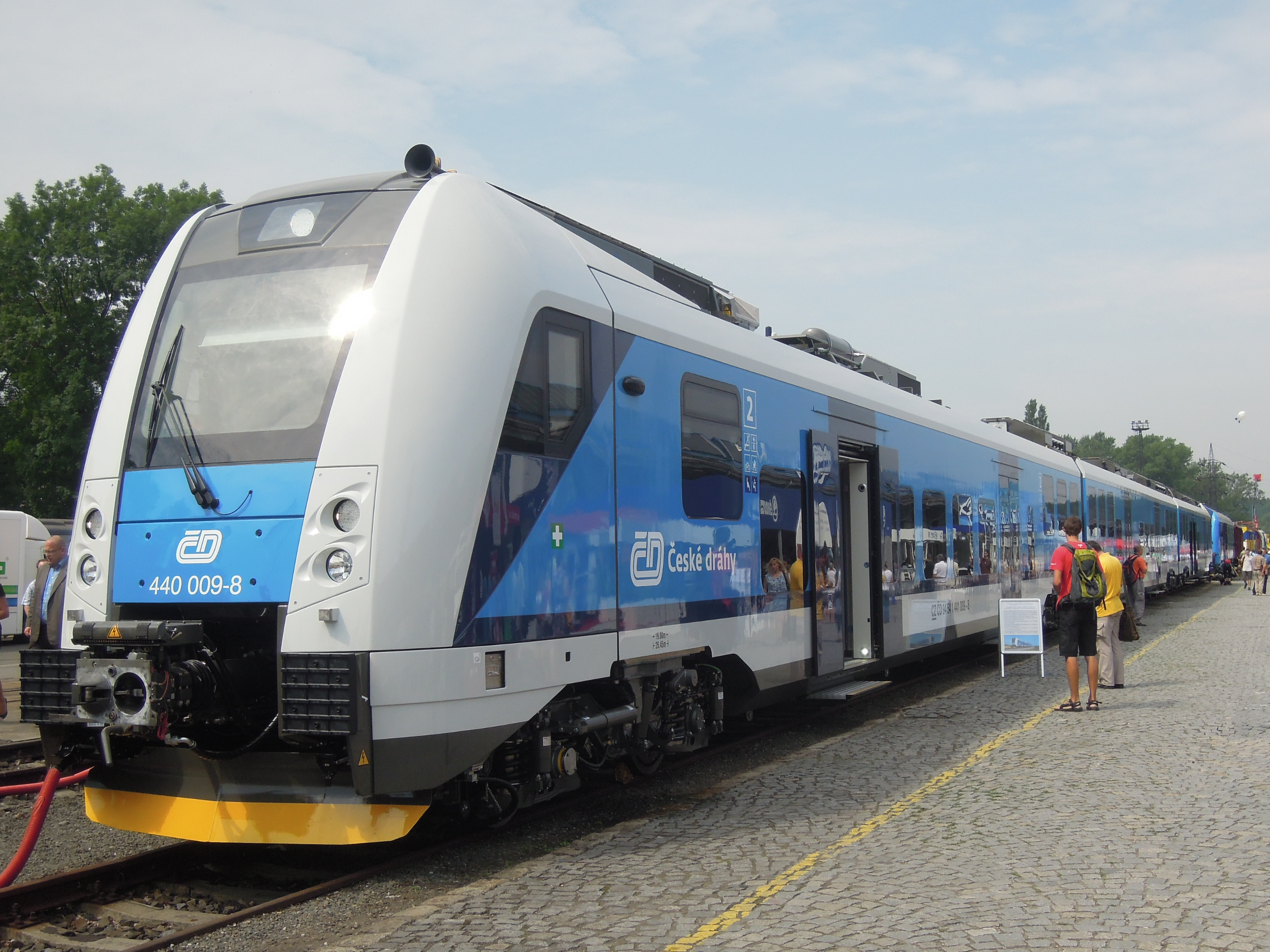
Jednotka řady 440 na osobním vlaku 6241 do Pardubic
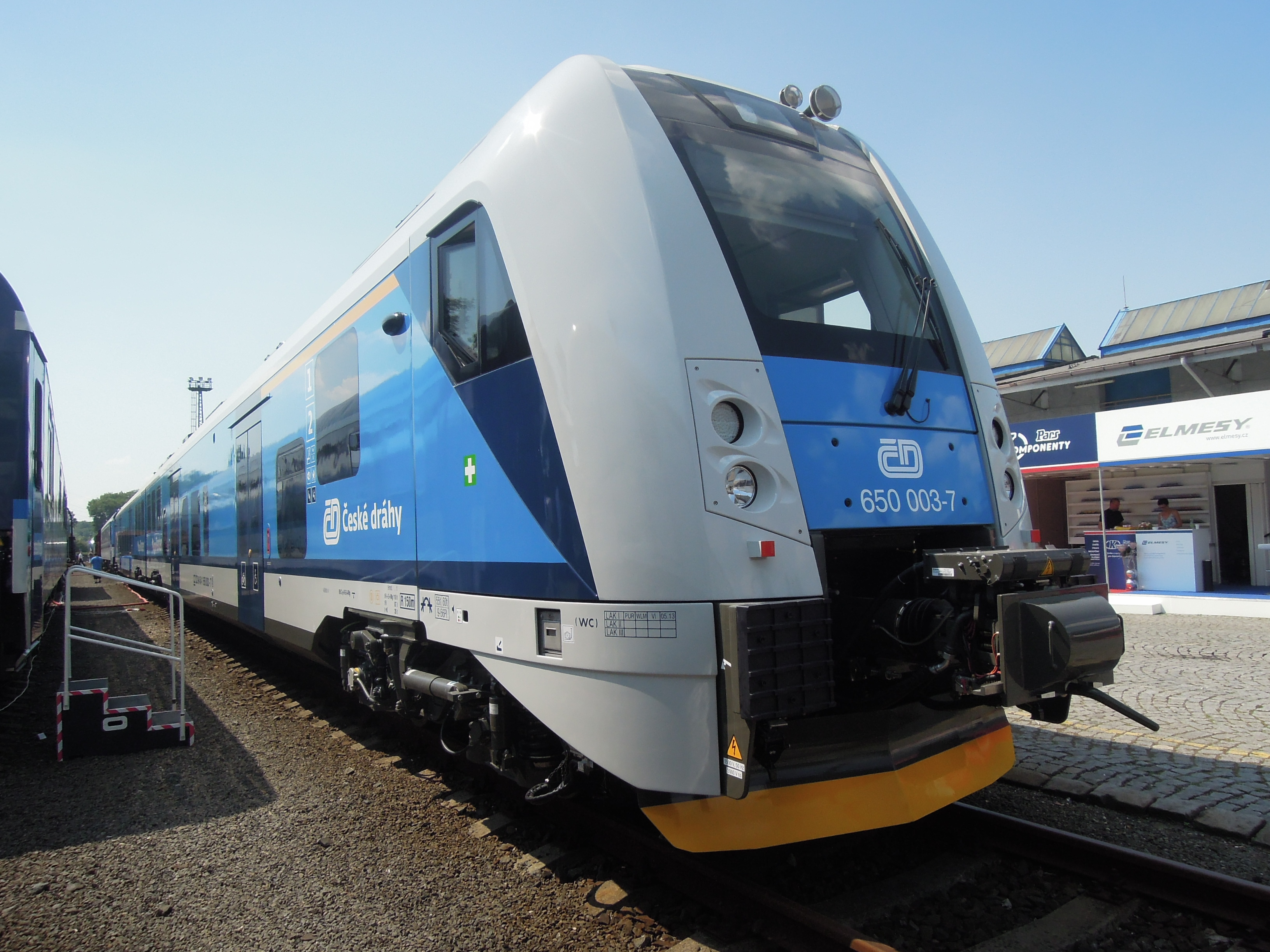
Jednotka řady 440
- Jednotka řady 650
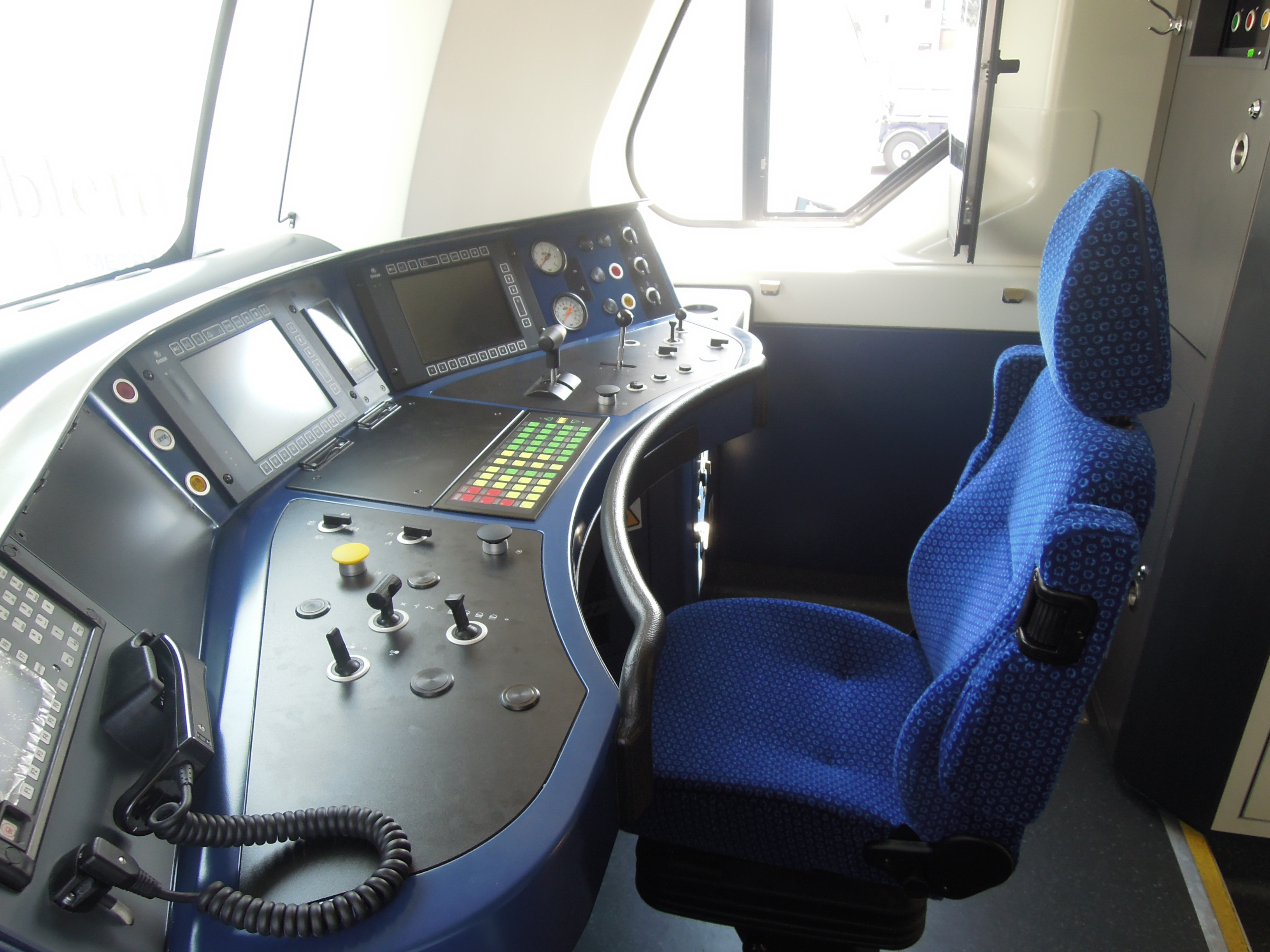
Stanoviště strojvedoucího jednotky řady 650
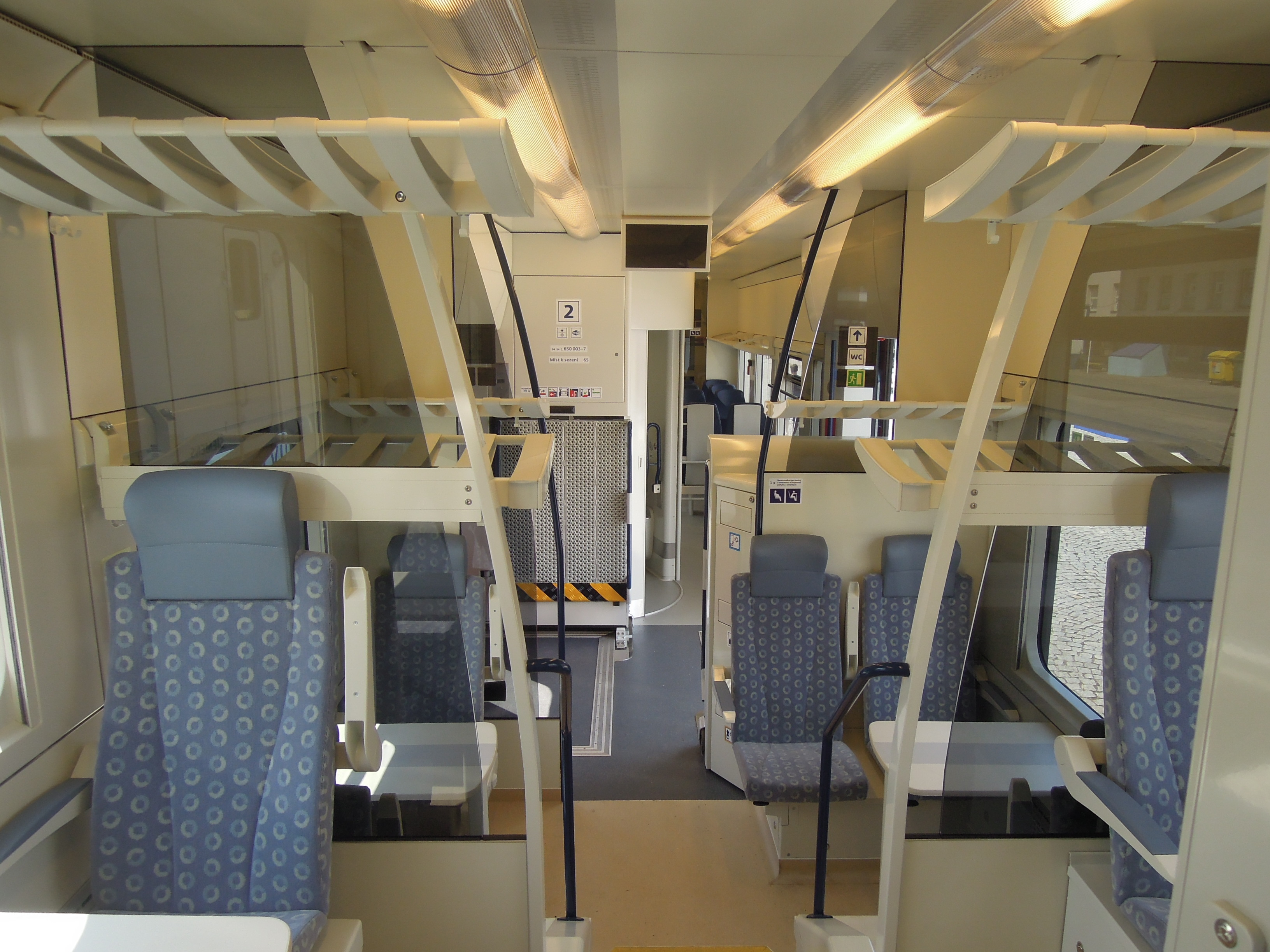
První vozová třída jednotky 650
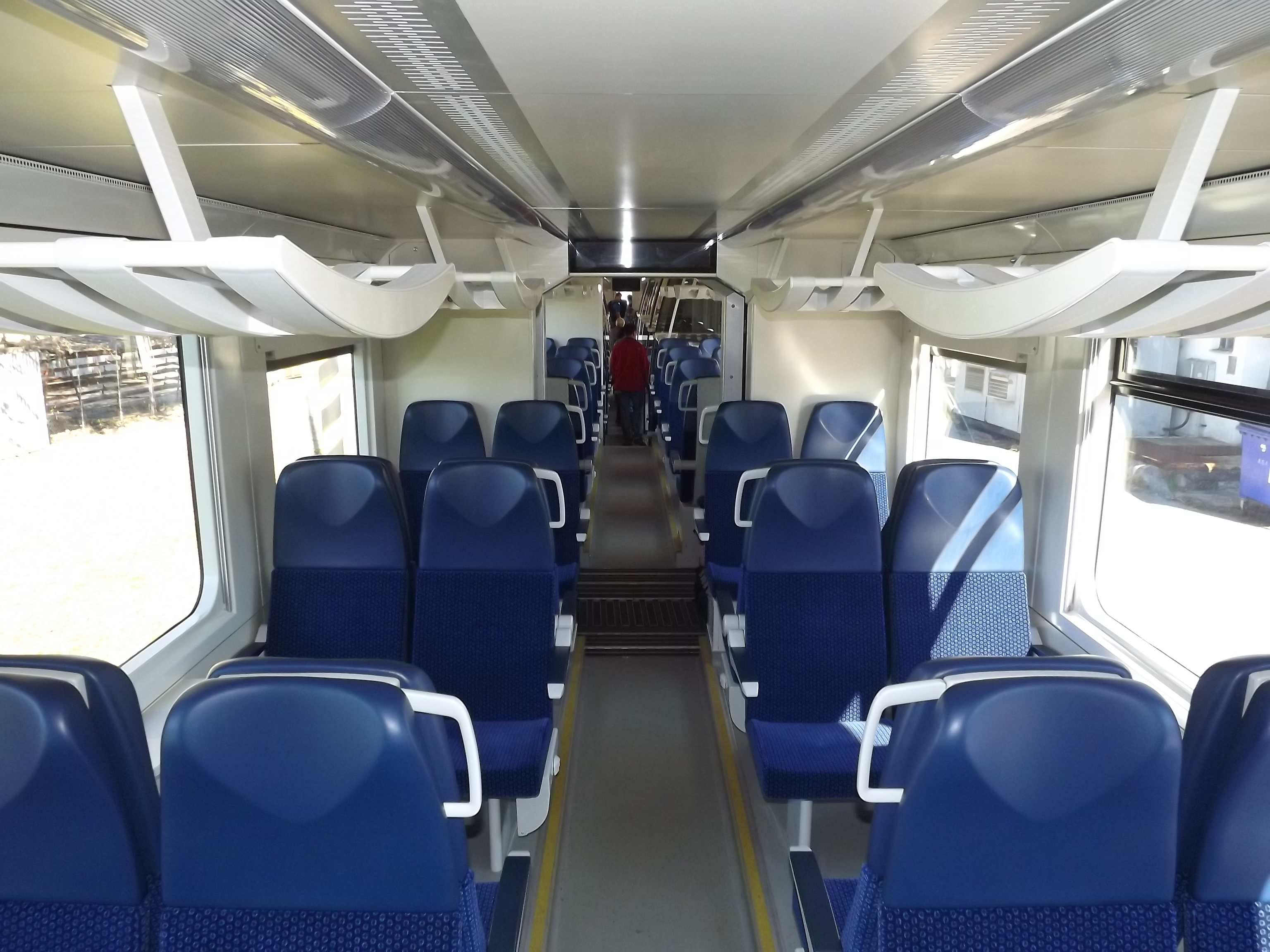
Druhá vozová třída jednotky 650
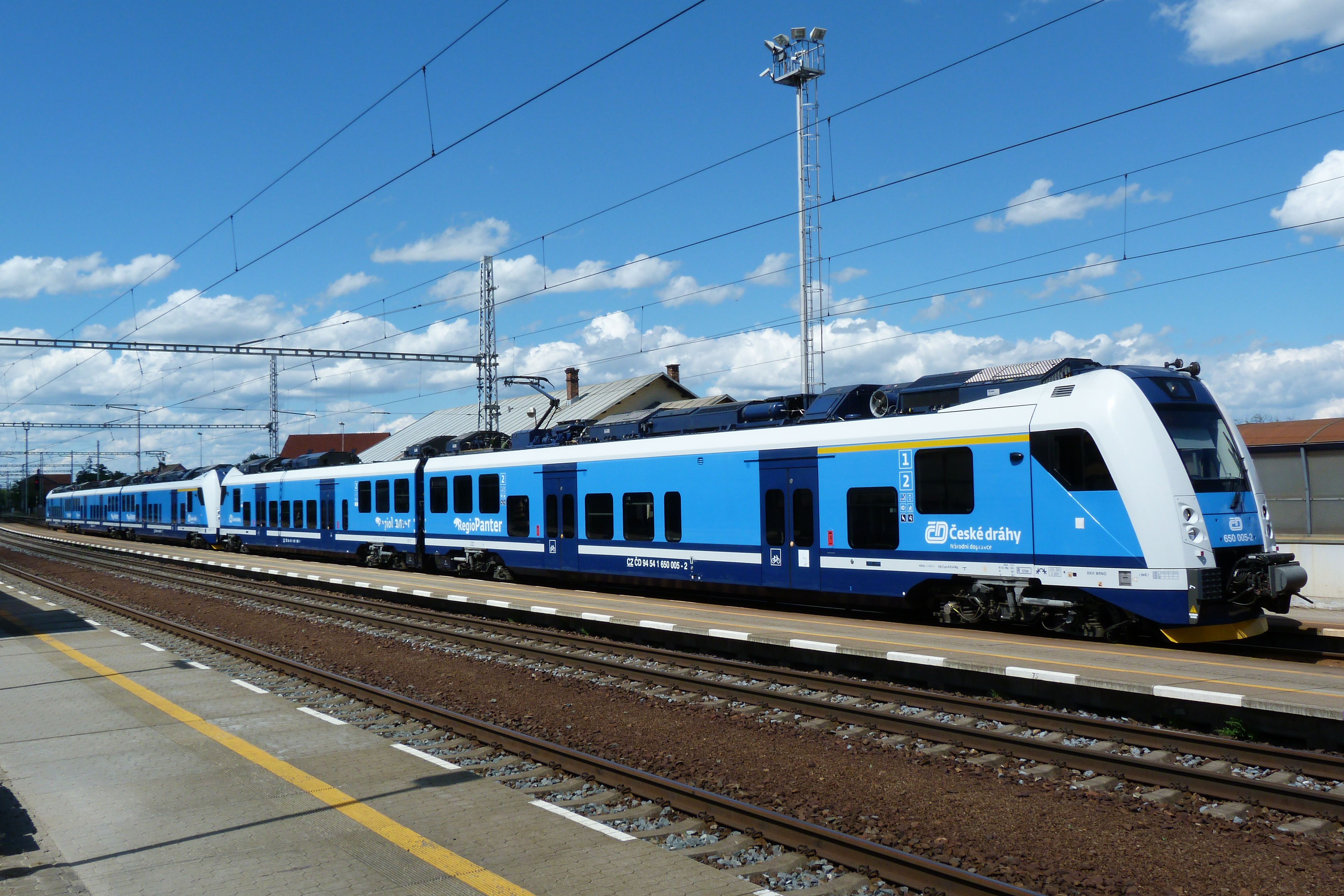
Dva spojené RegioPantery ve Vranovicích
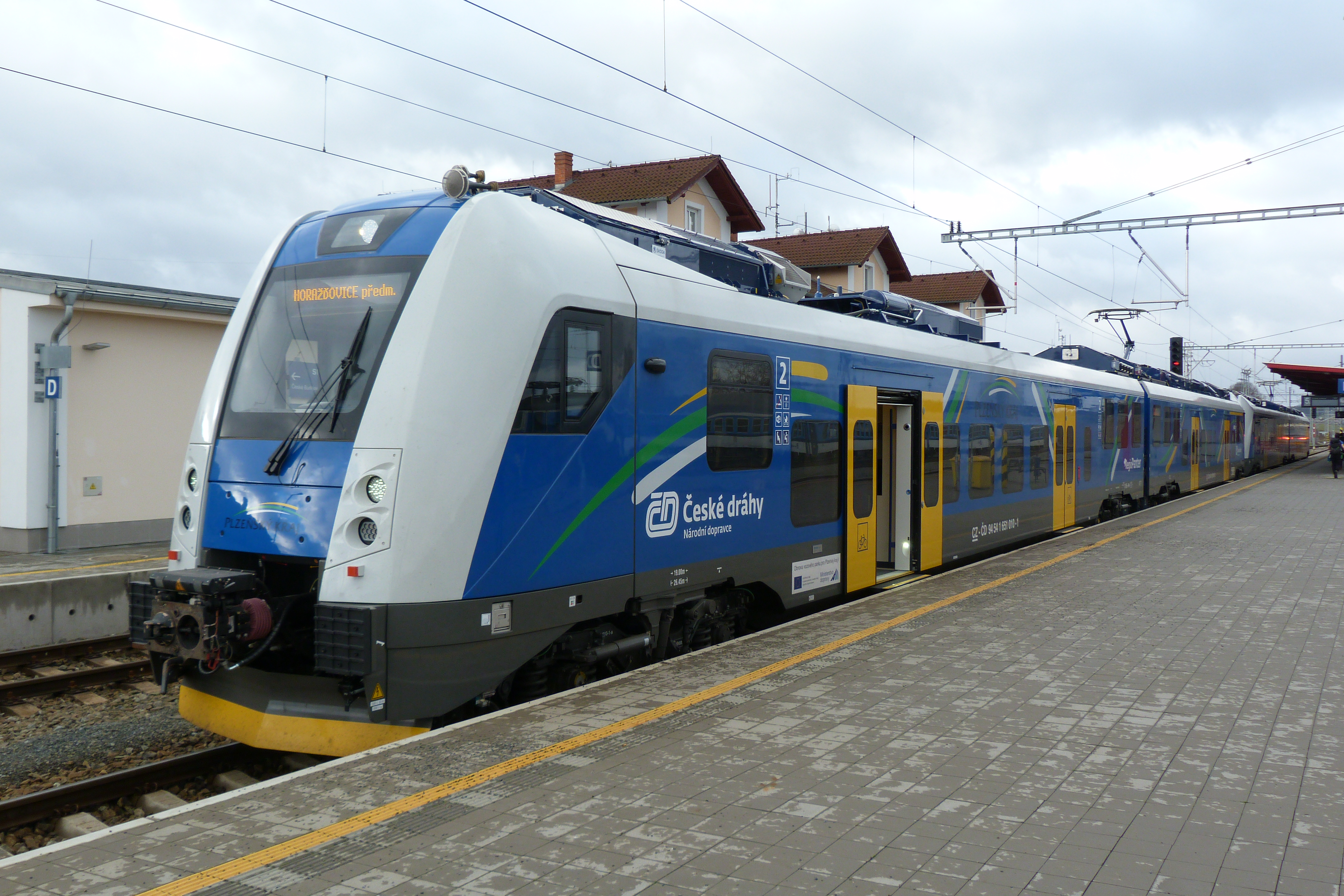
RegioPanter v nátěru Plzeňského kraje ve stanici Horažďovice předměstí
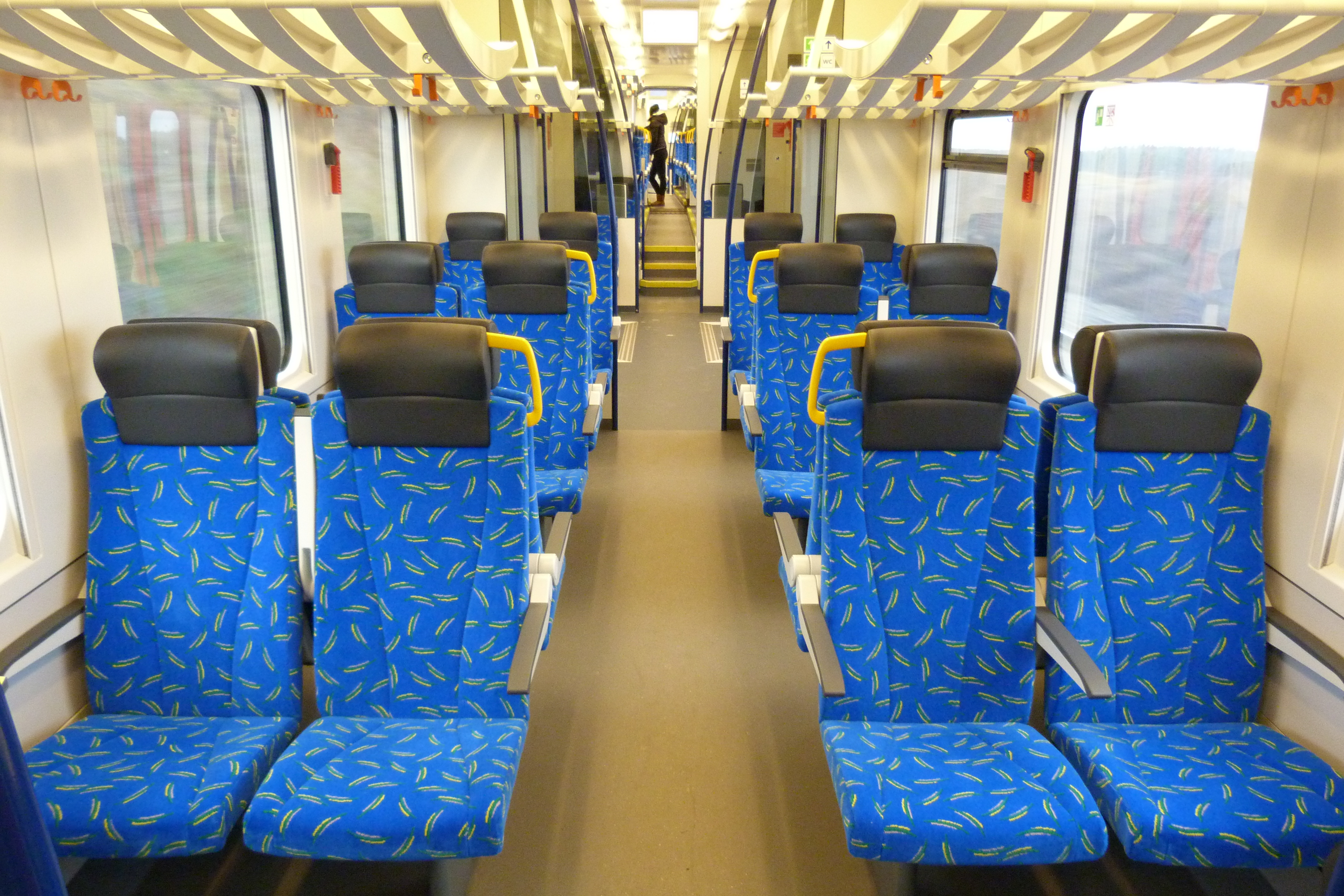
Druhá třída jednotky 650 Českých drah v barvách Plzeňského kraje
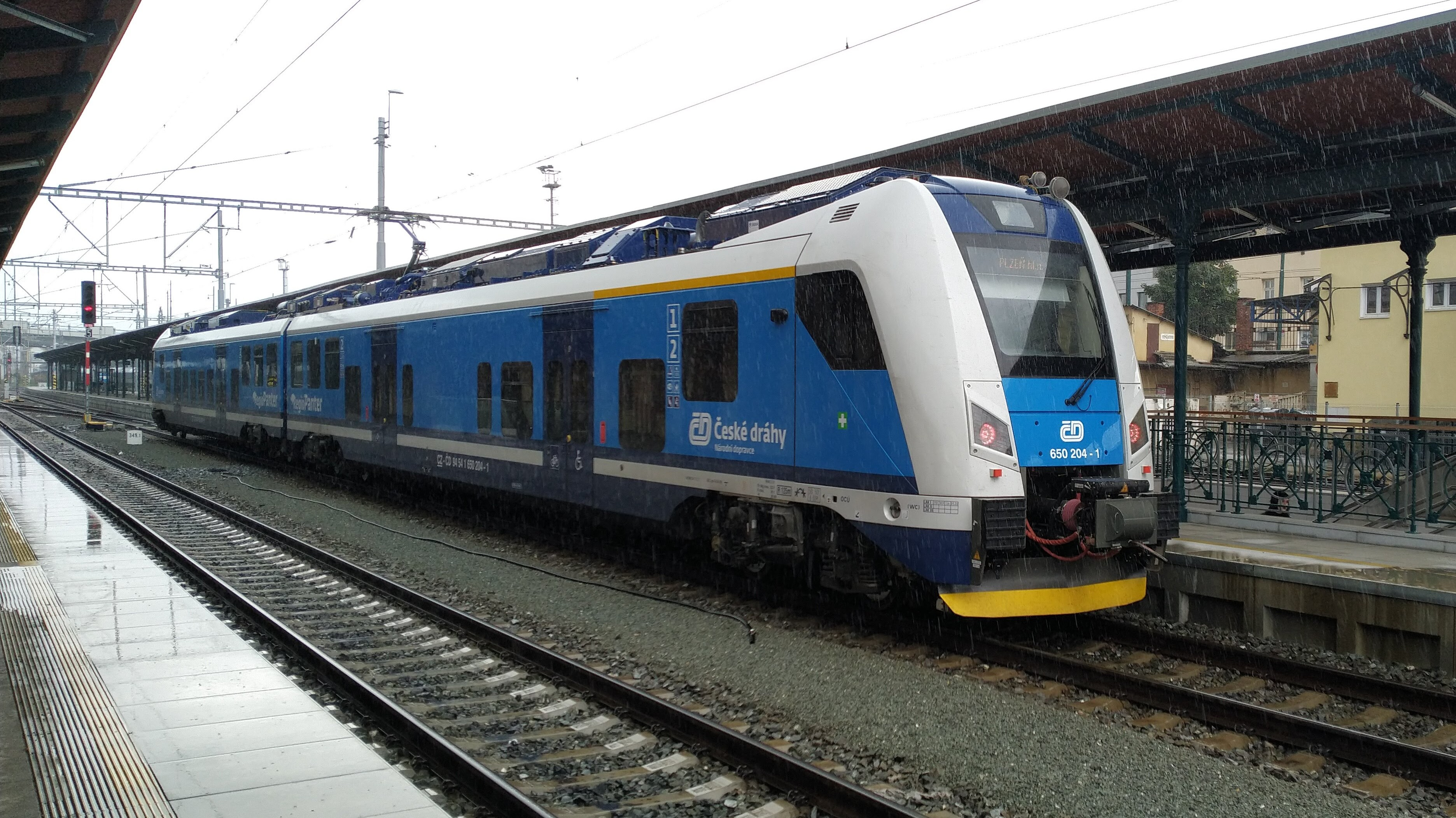
RegioPanter druhé generace v Plzni